# Cattedrale di Santa Maria Assunta (Brescia)
Il duomo di Brescia, oppure cattedrale di Santa Maria Assunta, è la chiesa principale di Brescia, in Lombardia, chiesa madre della diocesi omonima e monumento nazionale italiano. È situata in piazza Paolo VI, anche conosciuta come piazza del Duomo, e rientra nel contesto di due cattedrali adiacenti l'una all'altra, ossia al duomo vecchio. L'edificio di culto fu eretto tra il 1604 e il 1825 sull'area in cui sorgeva la basilica paleocristiana di San Pietro de Dom, risalente al V-VI secolo. Inoltre, è sede di una parrocchia facente parte della zona pastorale di Brescia Centro.

## Storia

### Una nuova cattedrale

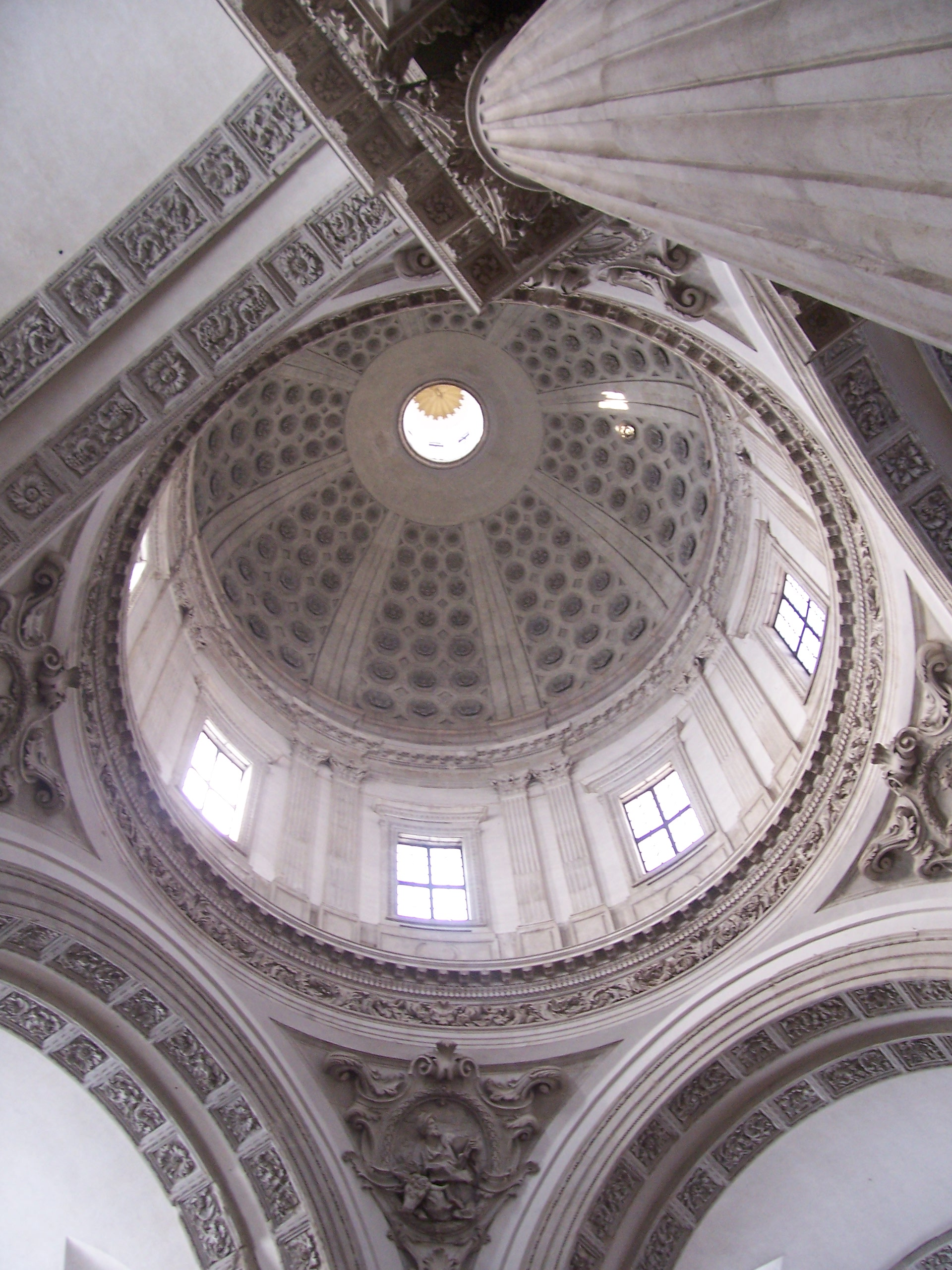
La cupola

La storia della cattedrale ha inizio nel 1603, quando Agostino Avanzo rileva l'antica basilica paleocristiana di San Pietro de Dom, per ottenere una visuale completa dell'area disponibile alla realizzazione di un nuovo edificio religioso. La vecchia basilica, ormai in condizioni pericolanti, doveva essere sostituita da una nuova cattedrale, più idonea alle nuove esigenze architettoniche dettate dalla Controriforma e più in linea con le architetture del tempo. Agostino Avanzo presenta un primo progetto del Duomo, un ibrido fra il manierismo e il classicismo: pianta a croce latina, con tre navate e transetto, altari laterali sporgenti e grande cupola centrale. Quest'ultima, in particolare, si impose fin dalle primissime idee sul progetto e accompagnerà il cantiere nei secoli come una specie di grande aspirazione comune, voluta e, in fondo, sognata da tutti gli architetti che vi lavoreranno.
Giovanni Battista Lantana, appena uscito dall'accademia e fresco di studi, al contrario dell'Avanzo che era ormai un maestro di tradizione, presenta un progetto abbastanza simile ma più moderno e con una maggiore attenzione strutturale. Entrambe le idee vengono però scartate dai deputati della commissione di cantiere, eletti dal Comune e dal vescovo, soprattutto per il fatto che non presentavano sufficienti affinità con le direttive del Concilio di Trento nell'ambito dell'architettura religiosa. Il Lantana presenta quindi un nuovo progetto con pianta a croce greca inscritta in un quadrato, grande cupola centrale contornata da quattro cupole minori e abside sporgente, abbastanza simile a quello presentato da Bramante per la basilica di San Pietro ma senza la navata esterna e solamente con l'abside di fondo, progetto che viene accolto dalla commissione. I dibattiti non tardano a nascere: si hanno dubbi anche sulla stessa posizione che dovrà avere la cattedrale, cioè se sia il caso di costruirla al posto della basilica di San Pietro de Dom, demolendola, o magari di posizionarla sul lato sud della piazza, creando un fondale monumentale di pieno gusto barocco. In questo luogo, però, dove sorge oggi palazzo Negroboni, era presente la residenza della famiglia degli aristocratici bresciani, una grande villa con giardino. I Negroboni, in cambio della cessione del terreno e della conseguente distruzione della villa, ne pretendevano un'altra con parco annesso e, inoltre, la basilica di San Pietro di Dom sarebbe rimasta in piedi, richiedendo a breve un restauro radicale. Si optò quindi per la soluzione più economica, ovvero di demolire l'antica basilica e di costruire al suo posto il nuovo duomo.

### La disputa sulla planimetria
A questo punto si generarono altre discussioni: il progetto del Lantana era troppo simile alla conformazione del Duomo vecchio, proprio lì accanto, e la croce greca proposta era, praticamente, troppo moderna e ancora poco compresa dalle maestranze e dalla popolazione, nonché nuovamente incompatibile con i regolamenti della controriforma. Notare, comunque, come quest'ultimo problema non fosse così determinante: la pianta a croce greca, innalzata a impianto perfetto dell'architettura religiosa da praticamente tutti i più importanti artisti rinascimentali (da Leonardo da Vinci a Bramante, a Antonio da Sangallo il Giovane), era notevolmente radicata nell'ideologia sul tema, tanto che nemmeno la controriforma non riuscì mai del tutto a contrastarla. In tal senso, facevano già testo le chiese di Sant'Alessandro in Zebedia a Milano e di Santa Maria di Carignano a Genova, costruite appunto a croce greca proprio in quegli anni, rendendola, per così dire, non del tutto inedita. Proprio alla chiesa di Carignano, difatti, è probabile che si rifece il Lantana per il suo progetto, poiché i primi lapicidi che lavoreranno al cantiere del duomo saranno proprio gli Orsolini, genovesi. Il Lantana propone infine un terzo progetto, che si rivela essere quello definitivo: viene aggiunto un ordine minore tuscanico da affiancare a quello maggiore corinzio e viene posta un'ulteriore cupola sull'abside, che sarebbe stata retta da alcuni contrafforti esterni intervallati da nicchie. Per queste ultime, i deputati della fabbrica già commissionano le statue decorative a Giovanni Antonio Carra, capostipite di un'illustre famiglia di scultori bresciani.
La posa della prima pietra avviene nel 1604 e la piazza antistante viene subito occupata dai casotti dei lapicidi, trasformandosi in una vera scuola di scultura e architettura, quest'ultima da sempre mancante a Brescia. Le polemiche, comunque, non si attenuano: al centro di tutte è ancora la questione della pianta a croce greca, che i più vorrebbero trasformata in croce latina. A capo degli oppositori si pone Pier Maria Bagnadore, più per ostacolare il rivale Lantana che per questioni architettoniche. Propone un progetto alternativo, praticamente una copia di quello definitivo del Lantana con la sola aggiunta di una campata verso ovest che convertisse la croce greca in una croce latina. La "battaglia" viene vinta dal Bagnadore, che assume l'incarico di direttore dei lavori, mentre il Lantana resta a gestire l'aspetto economico del cantiere. Ma la rivalità fra i due è insanabile: i disaccordi emergono ovunque e per qualsiasi particolare e il cantiere si blocca per lunghi periodi. Il progetto subisce alcune modifiche: ai lati dell'abside vengono poste due strutture di servizio, di cui una utilizzata come canonica. L'abside risulta quindi inglobata fra di esse e non più sporgente, tanto che la cupola di copertura non avrà più bisogno di contrafforti. Anche le nicchie esterne, decorate dalle statue dei Carra, si ridurranno a due dalle forse cinque di partenza e gli scultori vi posizioneranno solamente le statue dei santi Faustino e Giovita, tuttora presenti. Oltretutto, nemmeno il Bagnadore, entrato nel cantiere come "difensore" della pianta a croce latina, la realizzerà veramente: un'ulteriore modifica al progetto, da lui stesso operata, rende la pianta del duomo nuovamente a croce greca, assottigliando talmente la campata aggiunta poco tempo prima da eliminarla del tutto e riducendola a nient'altro che a due nicchie fra i piloni di controfacciata, nemmeno collegate fra di loro. Il continuo contrasto con il Bagnadore e, forse, anche questo suo discutibile comportamento, praticamente ipocrita, portano il Lantana all'abbandono del cantiere entro poco tempo. La goccia che fece traboccare il vaso, per così dire, pare fu l'arrivo di Tommaso Lorando, un allievo dello stesso Lantana, che gli venne affiancato nella gestione della contabilità, forse mettendo in discussione le capacità del Lantana anche in questo campo e generando un suo definitivo rifiuto a seguire il percorso della fabbrica.

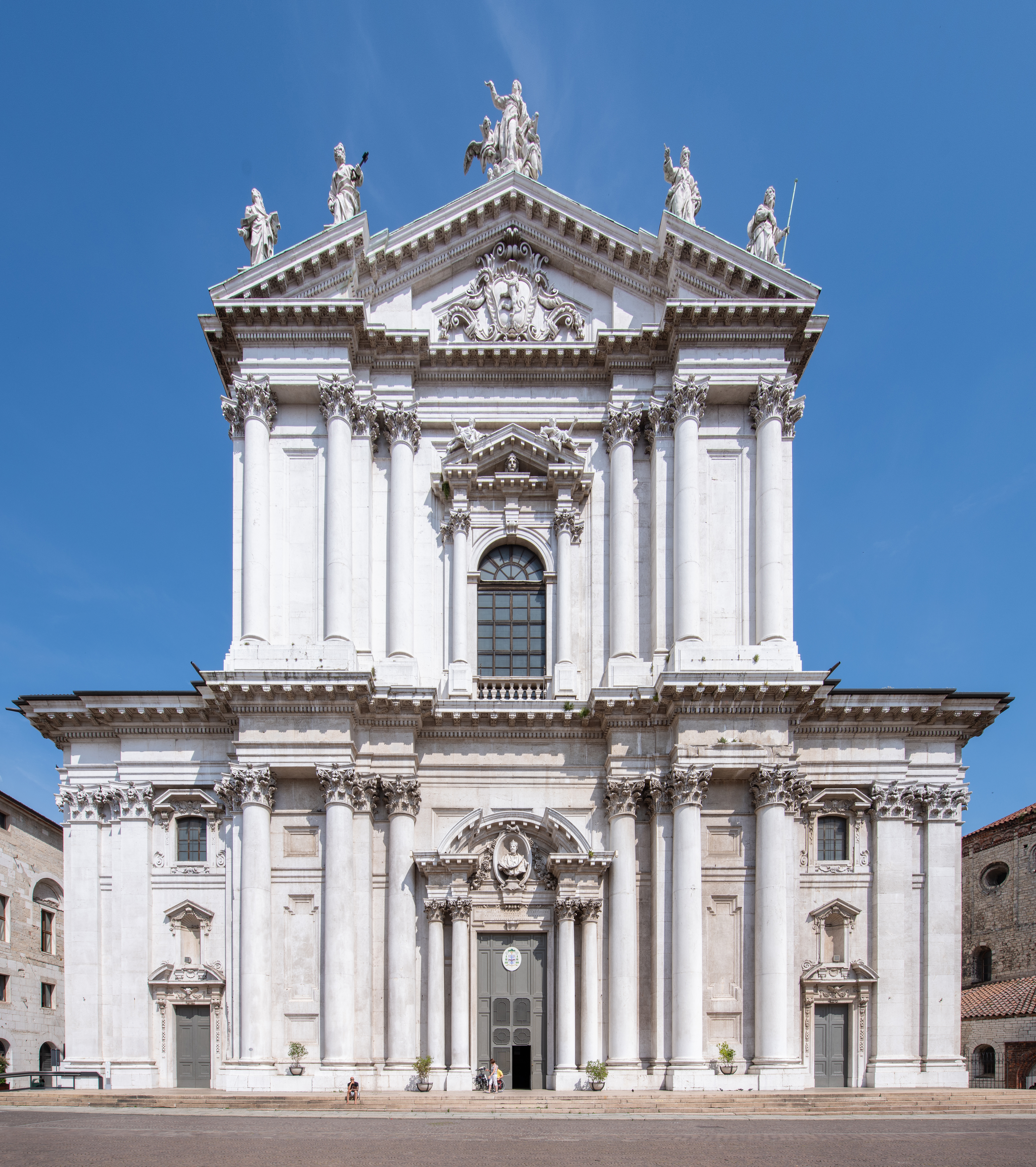
La facciata del Duomo Nuovo

Il cantiere subisce nuovamente lunghi arresti. Il ritorno all'impianto a croce greca da parte del Bagnadore porta l'architetto fuori dalle grazie del vescovo di Brescia Giorgi, che lo allontana dal cantiere nel 1611 e chiama al suo posto il milanese Lorenzo Binago, realizzatore della chiesa di Sant'Alessandro in Zebedia, proprio una di quelle che aveva forse ispirato il progetto di partenza del Lantana. Si entra nella seconda fase di costruzione del duomo: a fianco del Binago viene posto Antonio Comino, altro grande esponente dell'architettura e scultura bresciane dell'epoca e realizzatore del progetto di ricostruzione della chiesa dei Santi Faustino e Giovita. Comino diventa il direttore dei lavori, mentre Binago resta progettista e sovrintendente. Viene prodotta una notevole quantità di disegni di carattere esecutivo, corredati da annotazioni e spiegazioni. La facciata pensata dal Binago è più barocca e contornata da due torri-campanile, come era di moda all'epoca per gli edifici religiosi. Quest'ultima soluzione, però, è nuovamente troppo moderna agli occhi della popolazione e dell'amministrazione, tanto che non si era mai vista a Brescia una chiesa con due torri in facciata. Oltretutto, se fossero state realizzate, le torri sulla piazza si sarebbero rivelate ben quattro: le due del duomo, la Torre del Popolo del Broletto e il campanile del Duomo vecchio, oggi non più esistente perché crollato nel 1708. L'idea, in teoria, sarebbe servita per "imbarocchire" la piazza, ma i tempi non erano ancora maturi e dunque le torri non furono mai costruite.

### L'epidemia di peste del Seicento
L'epidemia di peste che interessò il Nord Italia attorno al 1630 e la conseguente crisi economica e demografica misero a dura prova anche il cantiere del duomo, provocando un arresto quasi quarantennale. Il cantiere riprende, fra alti e bassi, nella seconda metà del Seicento, ma sarà solo alla fine del secolo che potrà dirsi riavviato. Particolare degno di nota è che, se i lavori poterono riprendere abbastanza presto, lo si dovette a tutte le eredità donate alla Chiesa dall'enorme numero di defunti provocato dalla peste, che mise quindi la Diocesi di Brescia in condizioni economiche sufficienti a riaprire la fabbrica sebbene, al di fuori, la crisi ancora imperversava. Alla ripopolazione del cantiere, dunque, i personaggi erano ovviamente tutti mutati: comincia la terza fase di costruzione dell'edificio. Nel 1698 Luca Serena, figlio del pittore Nicola Serena, disegna un progetto per il completamento del duomo, così come farà nel 1711 Giuseppe Antonio Torri, artista al tempo di fama nazionale, presentando inoltre una copertura dell'abside a carena di nave, mai realizzata. Antonio Biasio diventa, pochi anni dopo, il nuovo direttore dei lavori e nel 1719 progetta una nuova facciata, in sostituzione a quella del Binago, con coronamento a frontone semicircolare, molto di moda al tempo. L'idea rimarrà fino al 1748, quando un'altra modifica sempre per opera del Biasio modificherà il frontone in forma di arco ribassato, nuovamente seguendo i costumi dell'epoca. In questi anni si ha il fiorente episcopato del Cardinale Angelo Maria Querini, che darà un forte impulso ai lavori.
In quegli anni, inoltre, fu richiesta la consulenza di molti ed illustri artisti del tempo, tra i quali figurano, per esempio, Andrea Pozzo, Giorgio Massari e Filippo Juvarra, al tempo architetto di casa Savoia, il quale sarebbe arrivato ad affermare che:
(Filippo Juvarra, visitando il cantiere del duomo nel 1729 e riferendosi, in secondo luogo, anche alla chiesa di Santa Maria della Pace.)

### La fase conclusiva dei lavori

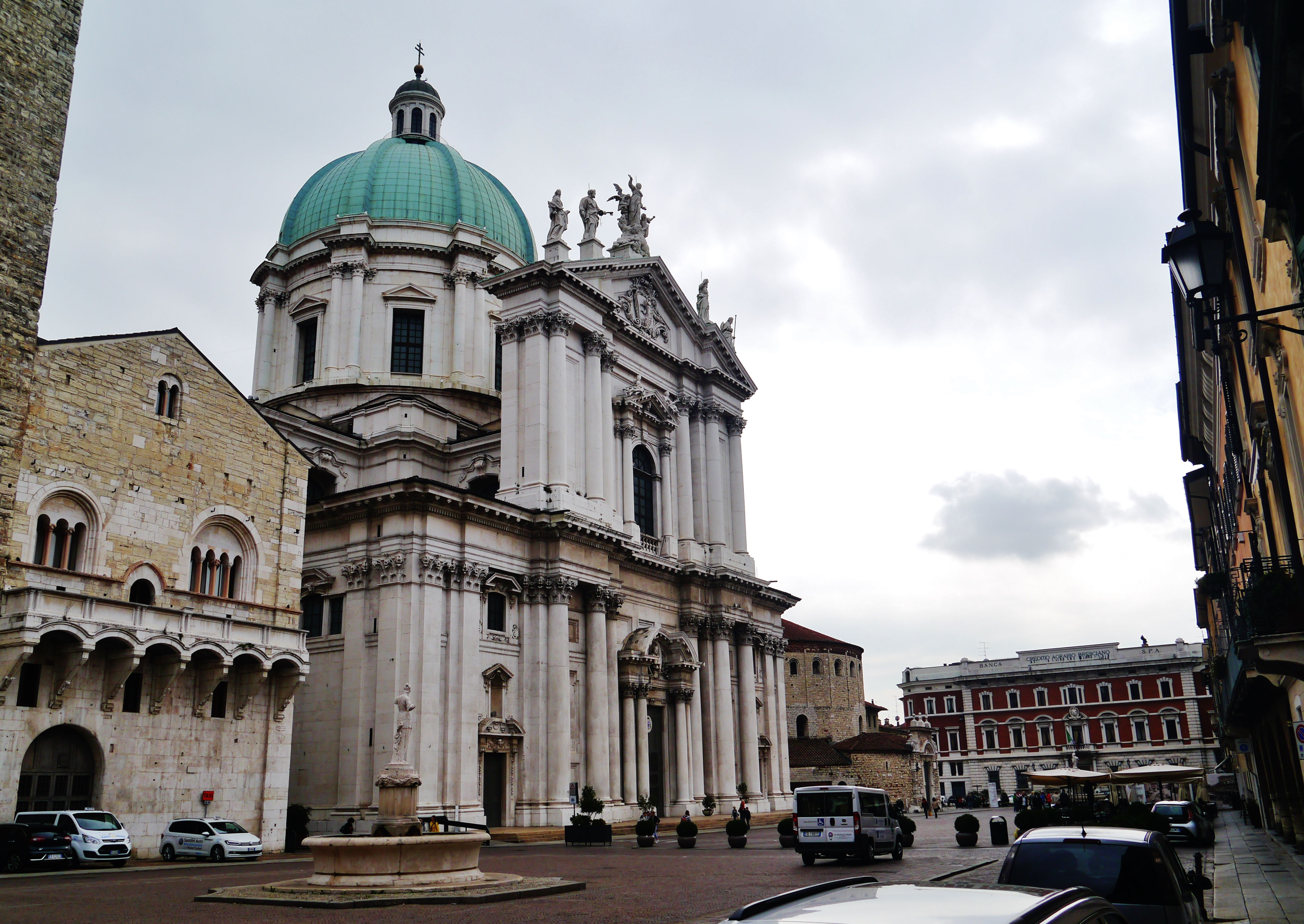
Da sinistra: l'edificio medievale del Broletto, il Duomo Nuovo e, dietro ad esso, il romanico Duomo vecchio. Sulla destra, in lontananza, si intravede anche il palazzo del Credito Agrario bresciano.

Nel 1758 il Biasio muore e alla direzione della fabbrica subentra Giovanni Battista Marchetti, accompagnato da suo figlio Antonio. La facciata, al momento terminata solo nella metà inferiore, viene nuovamente modificata e questa volta secondo il gusto neoclassico, proponendo un frontone triangolare che sarà poi quello definitivo. Anche l'imposta della cupola subisce alcune variazioni e viene leggermente rialzata, come era tipico fare in quegli anni. Il cantiere, comunque, non si completerà a breve e bisognerà aspettare ancora poco meno di un secolo per vedere finalmente realizzata, nel 1825, anche la grande cupola disegnata da Luigi Cagnola e messa in opera da Rodolfo Vantini, quella cupola che, fin dall'inizio, come detto, aveva rappresentato l'elemento trainante e comune di tutti i progetti. Alla grande struttura verranno apposti, sulla superficie interna, i vari elementi dell'apparato decorativo in stucco e marmo scolpiti da Giovanni Battista Carboni alla fine del Settecento, a cupola ancora incompleta. Completata nel 1825, misura un diametro di 21 metri all'interno, e 26 all'esterno; con un'altezza complessiva di 64,20 metri all'interno e di 72,60 alla sommità esterna della lanterna, tenendo anche conto di una più corretta misurazione che dall'esterno sarebbe di circa 80 metri, la cupola, al tempo, sarebbe stata la terza in Italia per grandezza.
La facciata, invece, oggetto di tante modifiche, alla fine non sarà nemmeno completata del tutto, poiché sarà tralasciato il coronamento a balaustra che si sarebbe dovuto apporre lungo la linea di gronda del tetto.
Il duomo subì notevoli danni durante il bombardamento aereo della città avvenuto il 13 luglio 1944: il rivestimento in piombo della cupola si incendiò e vennero seriamente danneggiati il timpano, i telai e i vetri delle finestre del tamburo, del lanternino e dell'abside. Le scalfitture e abrasioni presenti sui muri del retro dell'edificio sono dovute al bombardamento sopracitato e forse anche a quelli degli austriaci effettuarono durante le X giornate del 1849 sparando dal castello. Oggetto di restauro nel dopoguerra, ha oggi ripreso l'aspetto originale, sebbene le scalfitture sulle pareti dell'abside siano tuttora presenti.

## Descrizione

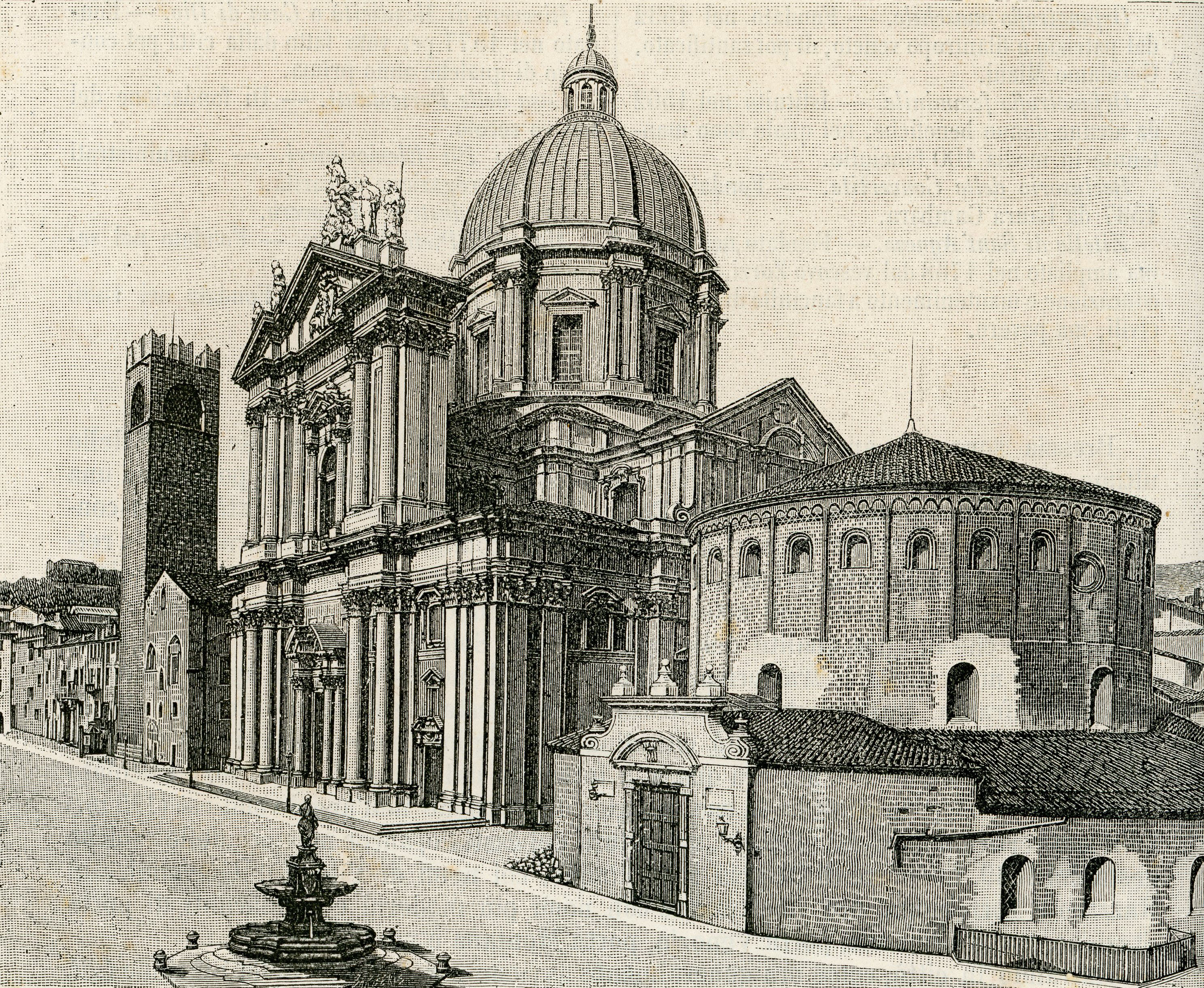
Il Duomo Vecchio in una xilografia di Barberis di fine Ottocento

Il Duomo Nuovo, non essendo il risultato di un'edificazione secolare, ma frutto di un unico cantiere, presenta una struttura complessivamente omogenea e coerente, nell'architettura e nelle decorazioni. Unico elemento che tradisce la lunga durata della fabbrica, protrattasi 230 anni circa, è il sottile connubio che si avverte all'interno, ma soprattutto in facciata, fra gusto barocco e stile neoclassico, il cui risultato è una specie di stemperato barocco classicheggiante, praticamente un edificio iniziato barocco e finito neoclassico.

### Esterno

Abside con i santi Faustino e Giovita

La facciata su Piazza Paolo VI si rivela come l'elemento più caratterizzante dell'edificio: realizzata in marmo di Botticino, è simmetrica e si sviluppa su due ordini, con quello inferiore più largo per contenere i due ingressi laterali. Quello superiore è invece di carattere soprattutto decorativo, essendo molto più alto di quanto sia in realtà il soffitto della cattedrale. L'ordine architettonico utilizzato è ovunque il corinzio e le basi sono tutte attiche. Sull'asse di simmetria centrale si aprono, a livello della strada, il grande portale d'ingresso con frontone ad arco, ospitante il busto del Cardinale Angelo Maria Querini realizzato da Antonio Calegari nel 1750. Sul livello superiore è posto invece un alto finestrone, sormontato da un frontone triangolare.
Triangolare, come detto, è anche il frontone principale della facciata, dove campeggia lo stemma della città di Brescia (a ricordo, fra l'altro, che le cattedrali erano di proprietà del Comune), coronato dalle statue della Vergine Assunta e dei Santi Pietro, Paolo, Giacomo e Giovanni di Giovanni Battista Carboni, Stefano Citerio e Pier Giuseppe Possenti, realizzate nel 1792. Sono invece, come detto, di Antonio e Carlo Carra le statue dei Santi Faustino e Giovita nelle nicchie dell'abside e il San Giovanni Battista collocato sulla porta laterale nell'odierna Via Querini, verso il Broletto.

### Interno

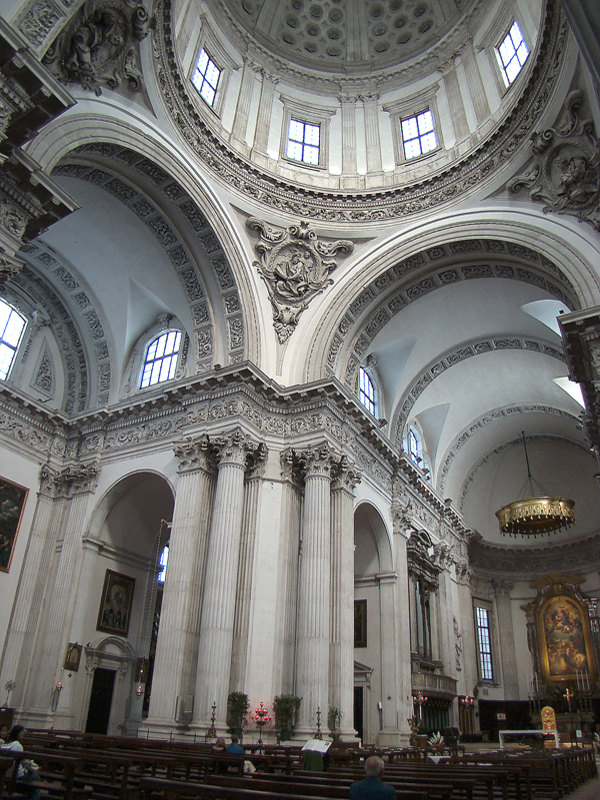
L'interno.

L'interno, maestoso e solenne, è impostato su pianta a croce greca, con unica navata a contorno dell'ampio centro dell'edificio sormontato dalla cupola. La profonda abside evidenzia comunque un asse principale di simmetria e fu, come detto, l'espediente per mantenere l'impianto a croce greca pur non contraddicendo le direttive della controriforma. L'ordine corinzio gigante di facciata si ripete all'interno, decorando coerentemente tutte le pareti e i sostegni della cupola. Quest'ultima poggia su un alto tamburo illuminato da ampi finestroni rettangolari e tutta la struttura si sostiene su quattro piloni ingentiliti da otto alte colonne libere, anch'esse di ordine corinzio, rivolte verso il vano centrale. Dal pavimento alla sommità della lanterna si raggiungono gli 80 metri di altezza. All'epoca della sua edificazione, tra le maggiori d'Italia. Ai quattro pennacchi sono apposti i busti in marmo degli evangelisti: San Giovanni e San Luca sono opera di Santo Calegari il Giovane, mentre San Marco e San Matteo sono del Carboni. I numerosi sottarchi, compresi quelli della cupola, sono decorati da cassettoni con rosette in marmo, ma alcune sono copie in cemento realizzate durante i restauri post-bellici. Tutto l'ambiente interno è impregnato da una luce bianco-azzurra, data dallo stucco e dai marmi bianchi che ricoprono ogni superficie. Notare, a proposito a questo fatto, come comunque siano numerosi gli elementi in marmo, dunque non sia tutto in semplice stucco: sono infatti in marmo, come già detto, le rosette dei sottarchi e gli Evangelisti nei pennacchi della cupola, ma anche tutti gli elementi architettonici del tempio, cioè le colonne, le lesene, il fregio, le cornici delle finestre e le decorazioni nelle lunette sopra gli altari laterali.

### Tele

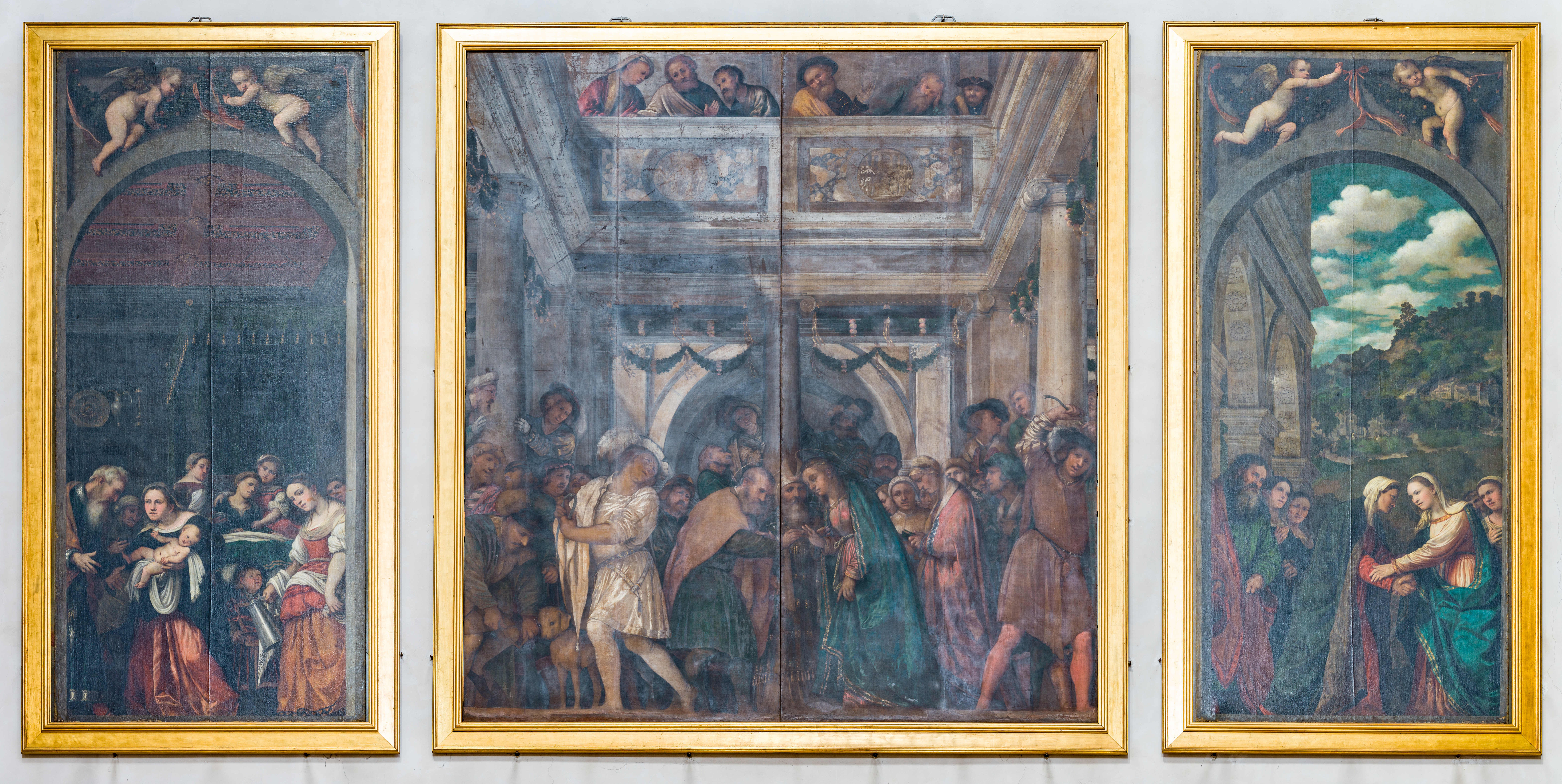
Vita della Vergine
Matrimonio mistico di Caterina d'Alessandria
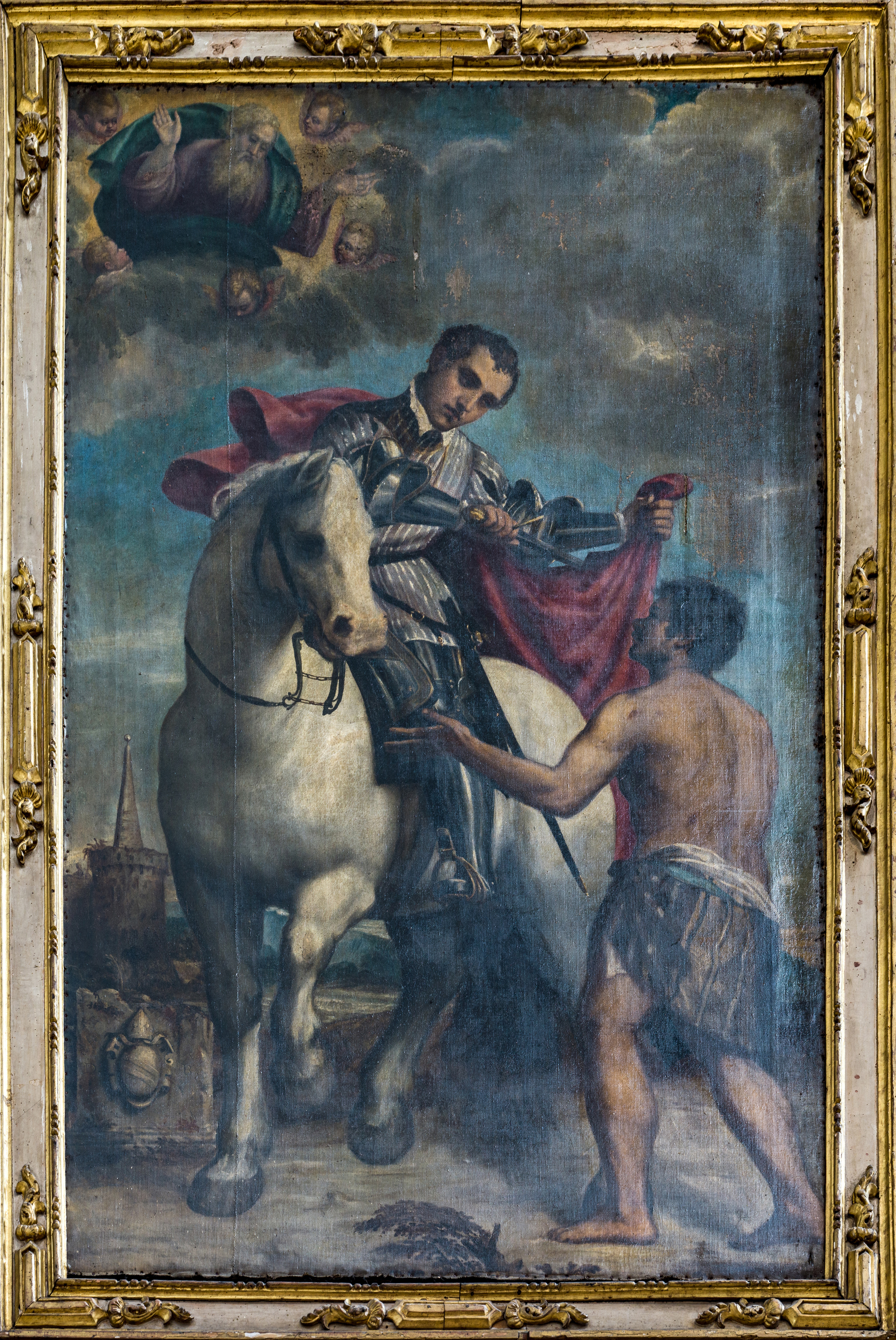
San Martino di Pietro Rosa
San Antonio di Padova la Vergine e il Bambino Gesù
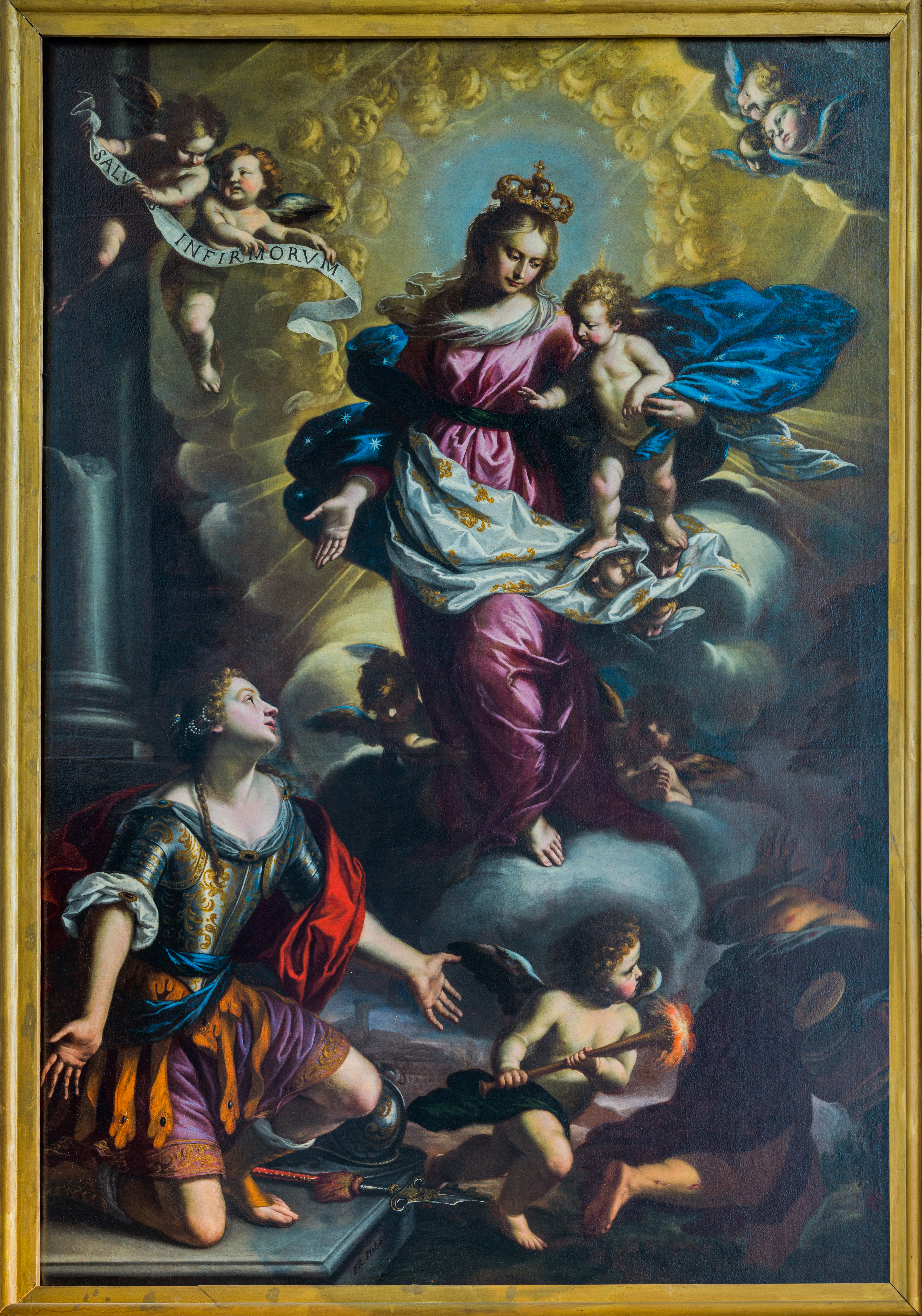
Brescia supplica la Madonna della Salute
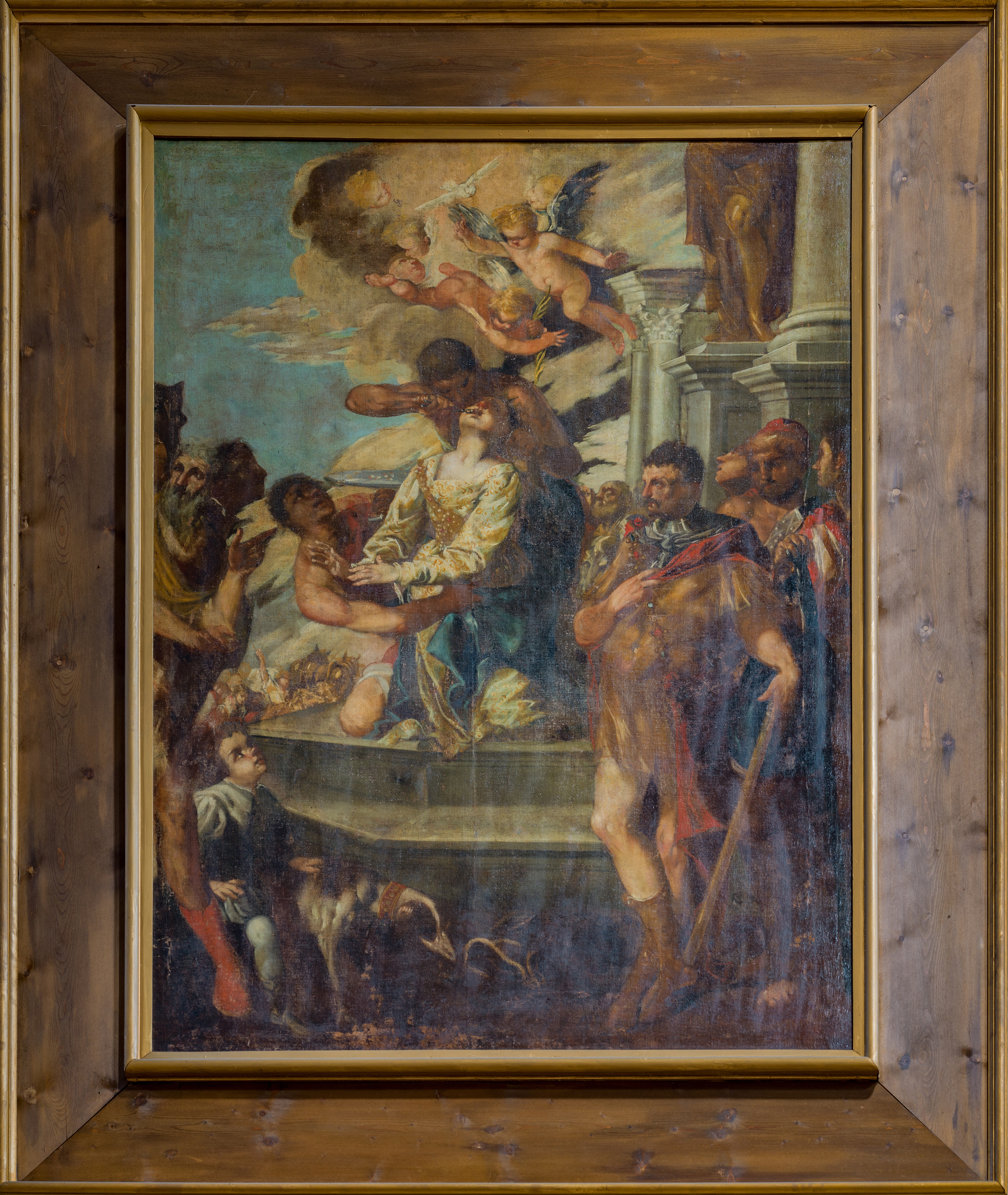
Martirio di Santa Apollonia
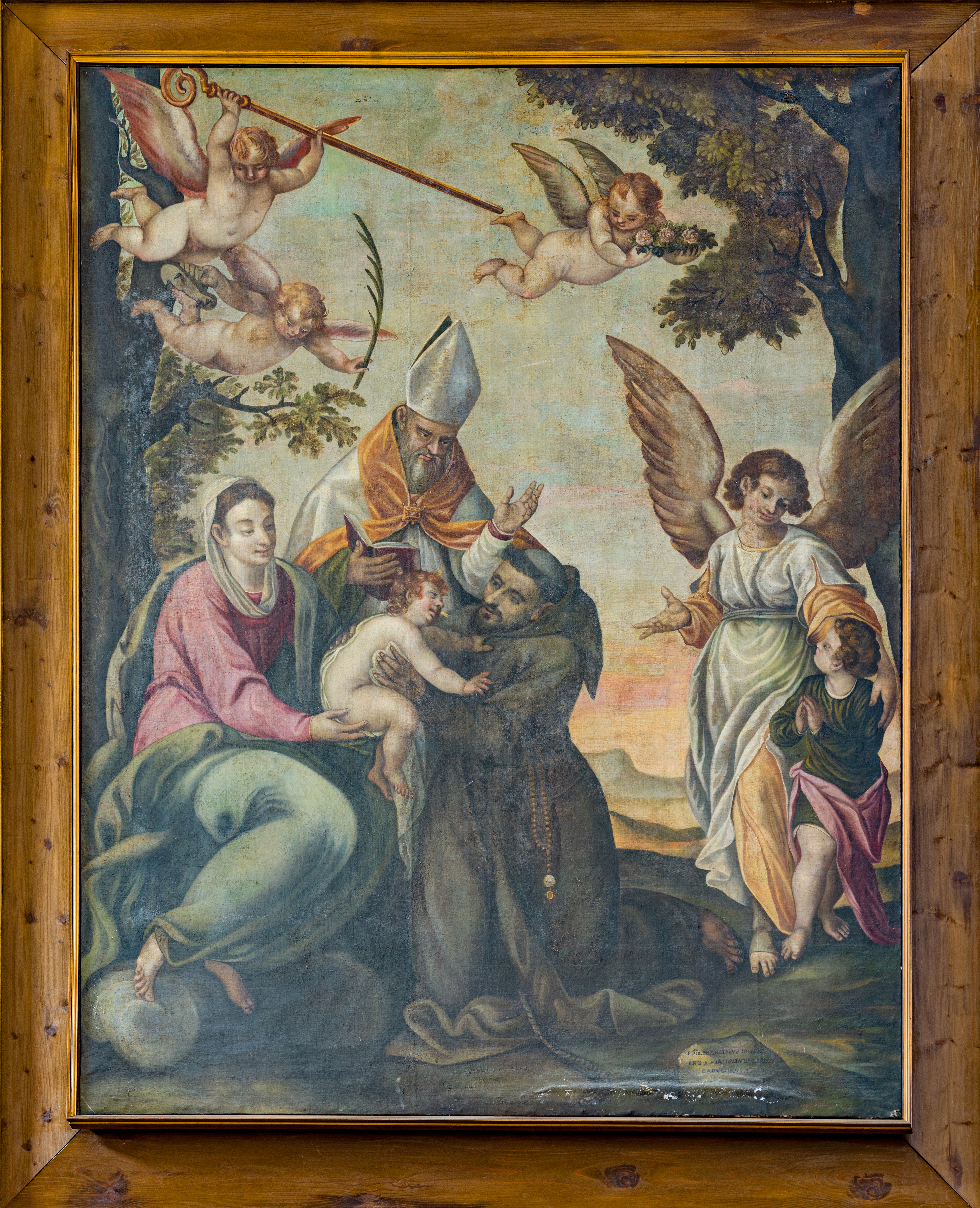
San Antonio, Madonna e Bambino, Angelo custode vescovo
San Gaudenzio vescovo e la Trinità

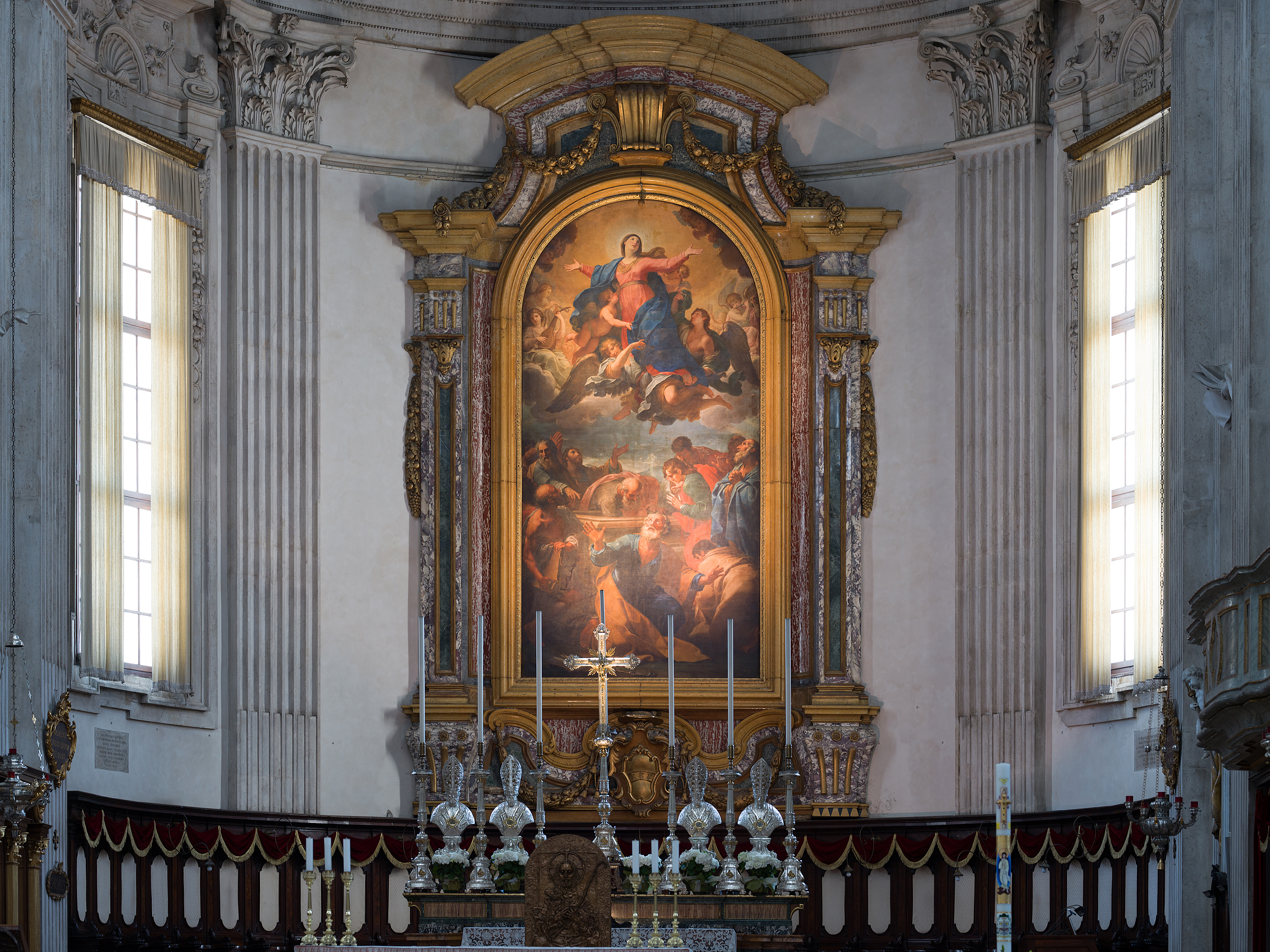
Altare maggiore con pala dell'Assunta di Giacomo Zoboli

L'altare di fondo della navata sinistra, con la pala di Jacopo Palma il Giovane e statue di Santa Caterina d'Alessandria e Santa Cecilia

Nella cattedrale sono presenti in tutto otto cappelle laterali, dove si possono trovare numerose opere d'arte, soprattutto provenienti dal vicino Duomo vecchio:
1. il primo altare a destra, sovrastato da una lunetta recante un Sacrificio di Isacco dipinto da Alessandro Bonvicino,[5] è dedicato alla Santa Croce e ospita il Crocifisso del Duomo nuovo, opera del 1502 di Francesco Giolfino;
2. la cappella del Santissimo Sacramento, la seconda a destra (e quindi la cappella di fondo del braccio orizzontale della croce greca), ospita un altare neoclassico disegnato da Rodolfo Vantini con la pala Gesù che predica alle folle di Michelangelo Grigoletti[9]; di fronte, al lato sinistro la statua della Fede di Giovanni Seleroni, mentre alla destra la Speranza di Giovanni Antonio Emanueli. Sopra il confessionale, è appesa la grande tela raffigurante la Venerabile Annunciata Cocchetti, dipinta da Gabriele Saleri nel 1990;
3. il terzo altare a destra, composto solamente da un affresco parietale dipinto in modo prospettico, ospita la monumentale arca di sant'Apollonio,[5] impreziosita da raffinati bassorilievi e notevole esempio di scultura bresciana rinascimentale attribuito a Gasparo Cairano, che l'avrebbe realizzata tra il 1508 e il 1510. L'arca era in origine posta nella basilica di San Pietro de Dom, quindi fu traslata nel Duomo Vecchio durante l'erezione della nuova cattedrale e da lì nel Duomo Nuovo. Questa cappella, fra l'altro, è l'unica a noi giunta completamente decorata e finita secondo il progetto originale della cattedrale. Davanti all'arca si trova un'urna in vetro decorato e altri materiali contenente la reliquia di san Benedetto da Norcia, progettata da Graziano Ferriani;
4. l'altare di fondo della navata destra, decorato dalla Fede e dall'Umiltà di Antonio Calegari, reca L'Angelo custode dipinto ottocentesco di Luigi Basiletti; l'altare proviene dalla Chiesa di Santa Maria degli Angeli e fu collocato nel 1808 dopo che il Principe Eugenio di Beauharnais Viceré d'Italia lo aveva donato alla cattedrale[10].
5. nel presbiterio sono conservate, sulle pareti laterali, le statue di San Gaudenzio e San Filastrio nuovamente di Antonio Calegari, mentre la pala dell'altare maggiore è l'Assunta di Giacomo Zoboli[5], commissionata dal cardinale Angelo Maria Querini nel 1732, dipinta a Roma, completata e posizionata nel 1735, mentre l'altare maggiore fu completato e inaugurato nel 1737[11];
6. l'altare di fondo della navata sinistra ospita l'Assunta venerata dai santi Carlo e Francesco e dal vescovo Marino Giorgi di Jacopo Palma il Giovane[5] ed è anche la tomba del vescovo Giorgi. Molto importante, in questo caso, è anche lo stesso altare: opera di Lorenzo Binago dei primi del Seicento, appare di schema molto tradizionale ma, in realtà, si tratta del primo altare in assoluto con tale schema e rappresenta dunque in prototipo di tutti gli altari laterali che, da inizio Seicento in poi, verranno realizzati a Brescia e in praticamente tutto il Nord Italia, praticamente l'archetipo dell'altare laterale lombardo[2];
7. il terzo altare a sinistra è dedicato a Nicola da Tolentino, è decorato a trompe l'oeil ed ospita la tela con i Santi Nicola da Tolentino, Faustino e Giovita in preghiera, opera dipinta da Giuseppe Nuvolone nel 1679 come ringraziamento per la conclusione della peste del 1630[5];
8. sulla parete di fondo sinistra del braccio centrale della croce greca si trova il Monumento a papa Paolo VI, opera del 1984 di Raffaele Scorzelli. Sulla destra, in un ostensorio, è posta una reliquia di sant'Andrea Apostolo donata dal papa alla sua città natale. Sopra il monumento erano appese tele d'organo provenienti dalla Rotonda, opera del Romanino, raffiguranti lo Sposalizio della Vergine, la Nascita della Vergine e la Visitazione;[5] nel 2023 sono state riportate nel Duomo vecchio in seguito al restauro dell'organo di Antegnati.
9. la prima cappella a sinistra è occupata invece dal battistero ed è ornata dalla statua in bronzo raffigurante San Giovanni Battista, opera di Claudio Botta;
10. Davanti all'ingresso della sagrestia a destra del presbiterio è posto il dipinto Sant'Antonio di Padova, di Giuseppe Nuvolone;
11. addossata al pilastro sinistro di ingresso, la tomba del vescovo Ferrari è di Giovanni Antonio Emanueli, mentre quella del vescovo Nava, addossata al destro, è di Gaetano Matteo Monti.

In un locale attiguo alla cattedrale è conservato il pregevole Cristo benedicente, databile alla prima metà del XVI secolo e attribuito a un esponente dei Piazza.
Monumenti funebri nel duomo

Monumento di Carlo Domenico Ferrari
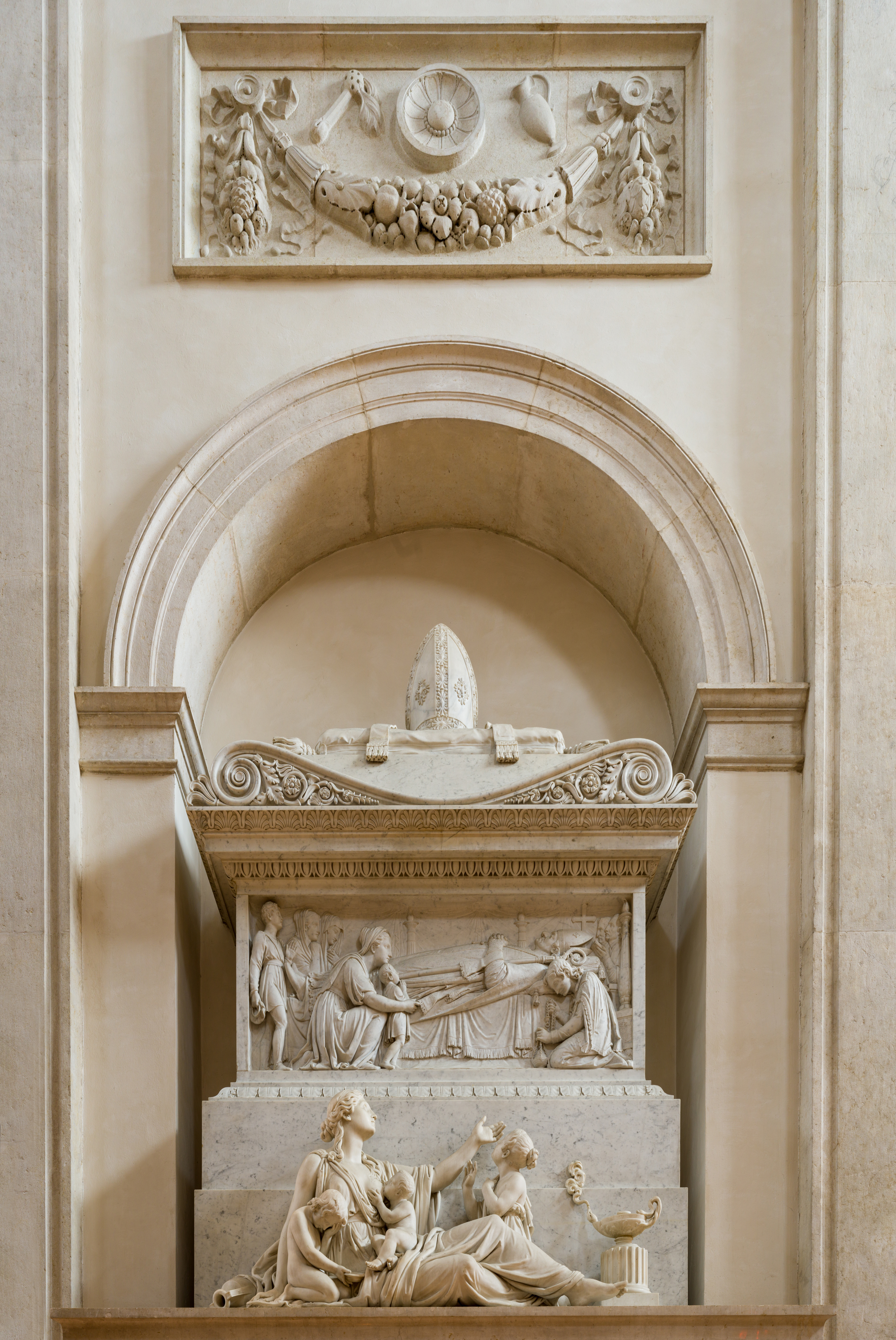
Monumento di Gabrio Maria Nava
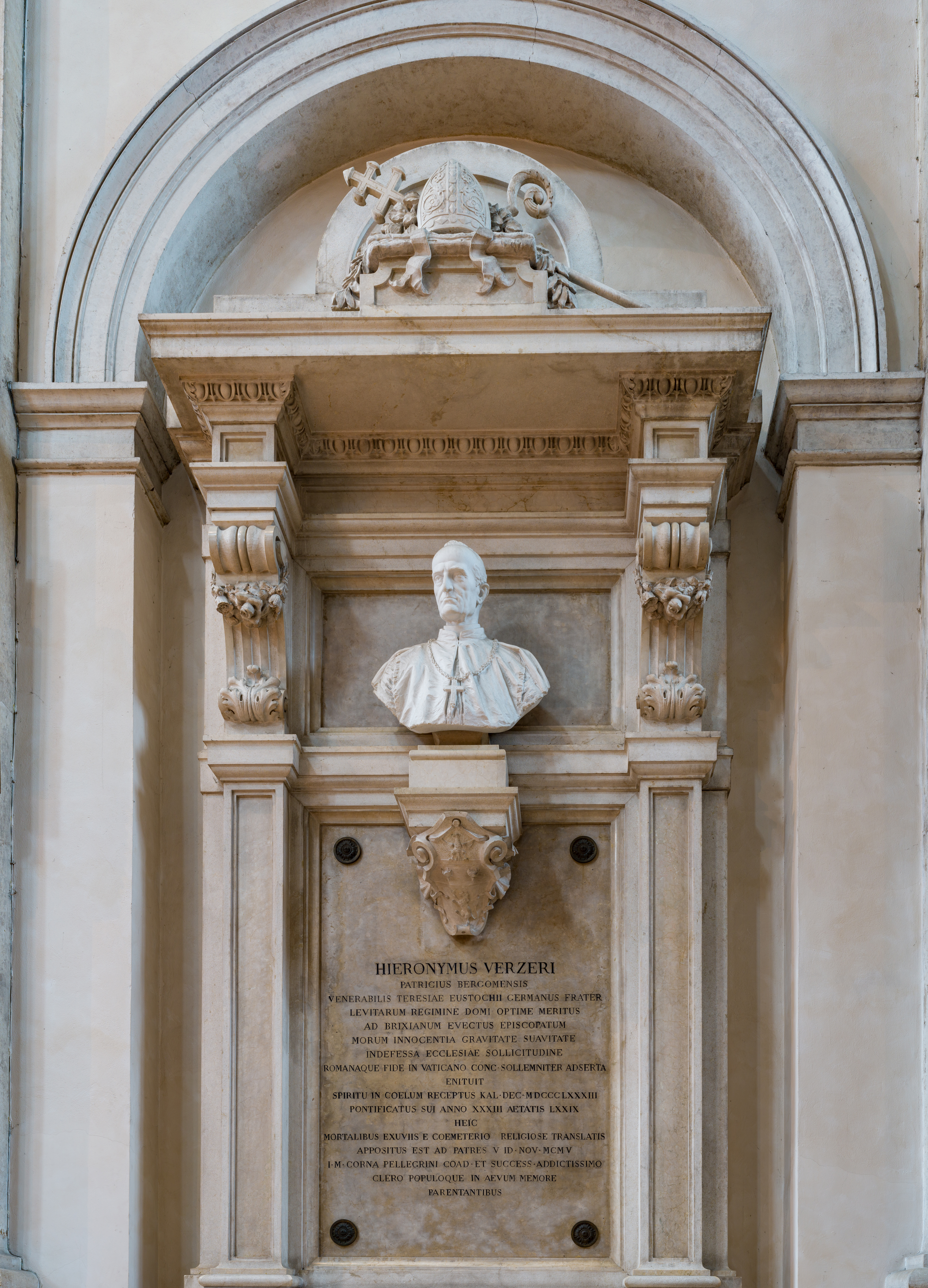
Monumento di Girolamo Verzeri

### Organi a canne
Nella cattedrale si trovano due organi a canne monumentali: l'organo Mascioni Opus 898 (1968) e l'organo Tonoli-Porro (1855), collocati rispettivamente nella cantoria in cornu Evangelii e in cornu Epistulæ, entrambi entro delle casse in stile neoclassico.

#### Organo Tonoli-Porro
L'organo Tonoli fu costruito nel 1855 a unico manuale (il secondo fu aggiunto nel 1880) in sostituzione di un organo precedente del 1750; lo strumento fu riformato nel 1906 da Diego Porro ed è stato oggetto di una straordinaria manutenzione e parziale restauro per mano di Gianluca Chiminelli nel 2005-2006.

#### Organo Mascioni
L'organo a canne Mascioni opus 898 fu costruito nel 1968 e restaurato dalla stessa ditta nel 2005.
Lo strumento, a trasmissione elettrica, ha le canne dislocate fra il corpo d'organo nella cantoria in cornu Evangelii (Positivo, Espressivo, Pedale e Grand'Organo) e la cassa espressiva posta dietro l'antico altare maggiore barocco (Corale Espressivo); la consolle, invece, si trova nel presbiterio e ha tre tastiere di 61 note ciascuna e pedaliera concavo-radiale di 32 note.

### Vescovi di Brescia sepolti nella cattedrale
- Anatalone (1º vescovo di Brescia, III secolo)[13]
- Apollonio (5º vescovo di Brescia, IV secolo)[8][14]
- Filastrio (8º vescovo di Brescia, IV secolo)[15]
- Marino Zorzi (Giorgi) (99º vescovo di Brescia dal 1596 al 1631)[16]
- Marino Giovanni Zorzi (Giorgi) (103º vescovo di Brescia dal 1664 al 1678)[17]
- Bartolomeo Gradenigo (104º vescovo di Brescia dal 1682 al 1698)[18]
- Giovanni Alberto Badoer (106º vescovo di Brescia dal 1706 al 1714)[19]
- Angelo Maria Querini (109º vescovo di Brescia dal 1727 al 1755)[20]
- Giovanni Molin (110º vescovo di Brescia dal 1755 al 1773)[21]
- Giovanni Nani (111º vescovo di Brescia dal 1773 al 1804)[22]
- Gabrio Maria Nava (112º vescovo di Brescia dal 1807 al 1831)[23][24][25]
- Carlo Domenico Ferrari (113º vescovo di Brescia dal 1834 al 1846)[26][27]
- Girolamo Verzeri (114º vescovo di Brescia dal 1850 al 1883)[28]
- Giacinto Gaggia (116º vescovo di Brescia dal 1913 al 1933)[8][29]
- Giacinto Tredici (117º vescovo di Brescia dal 1933 al 1964)[8][30][31]
- Luigi Morstabilini (118º vescovo di Brescia dal 1964 al 1983)[32]
- Bruno Foresti (119º vescovo di Brescia dal 1983 al 1998)

## Galleria d'immagini

### Interno

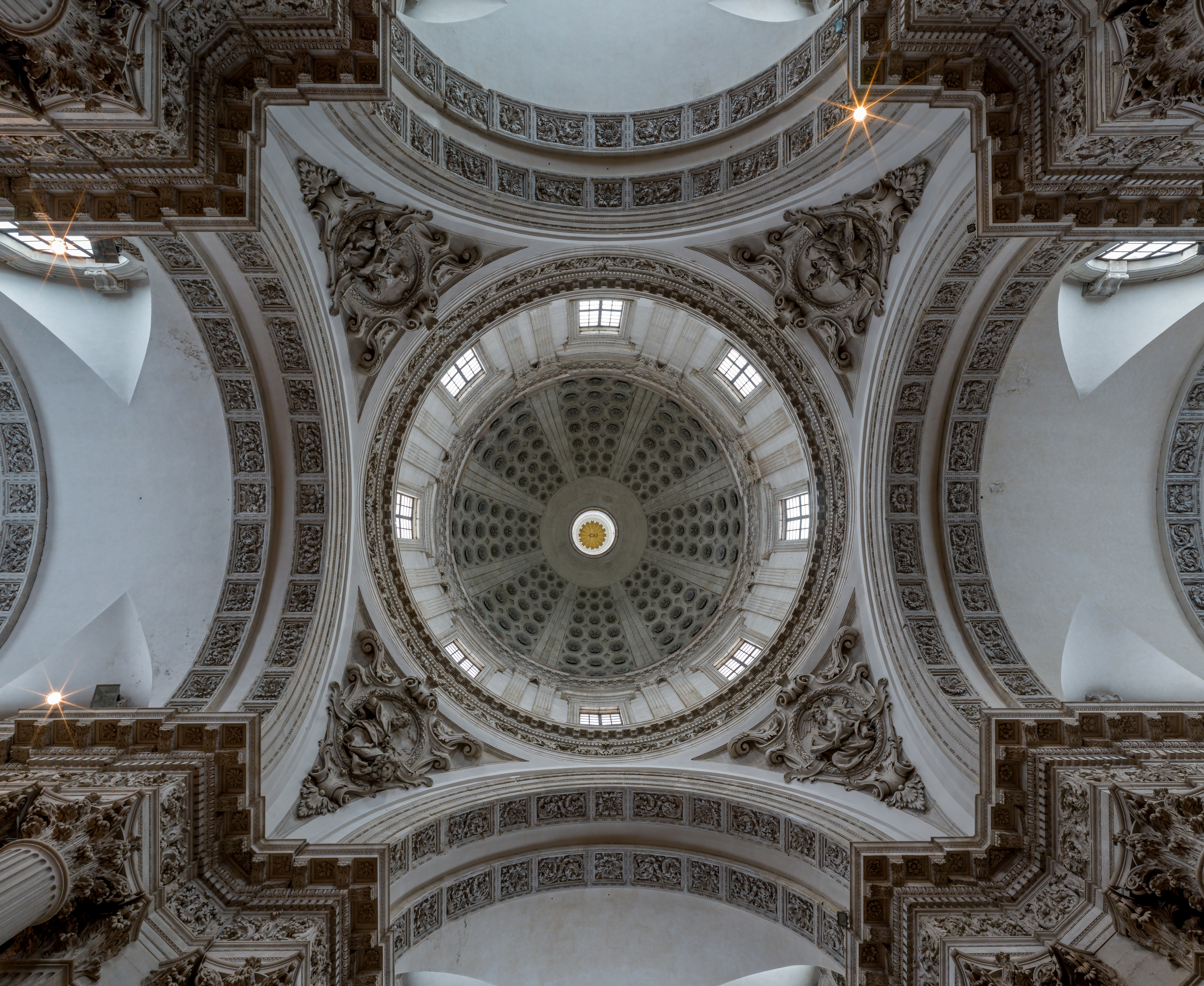
La cupola
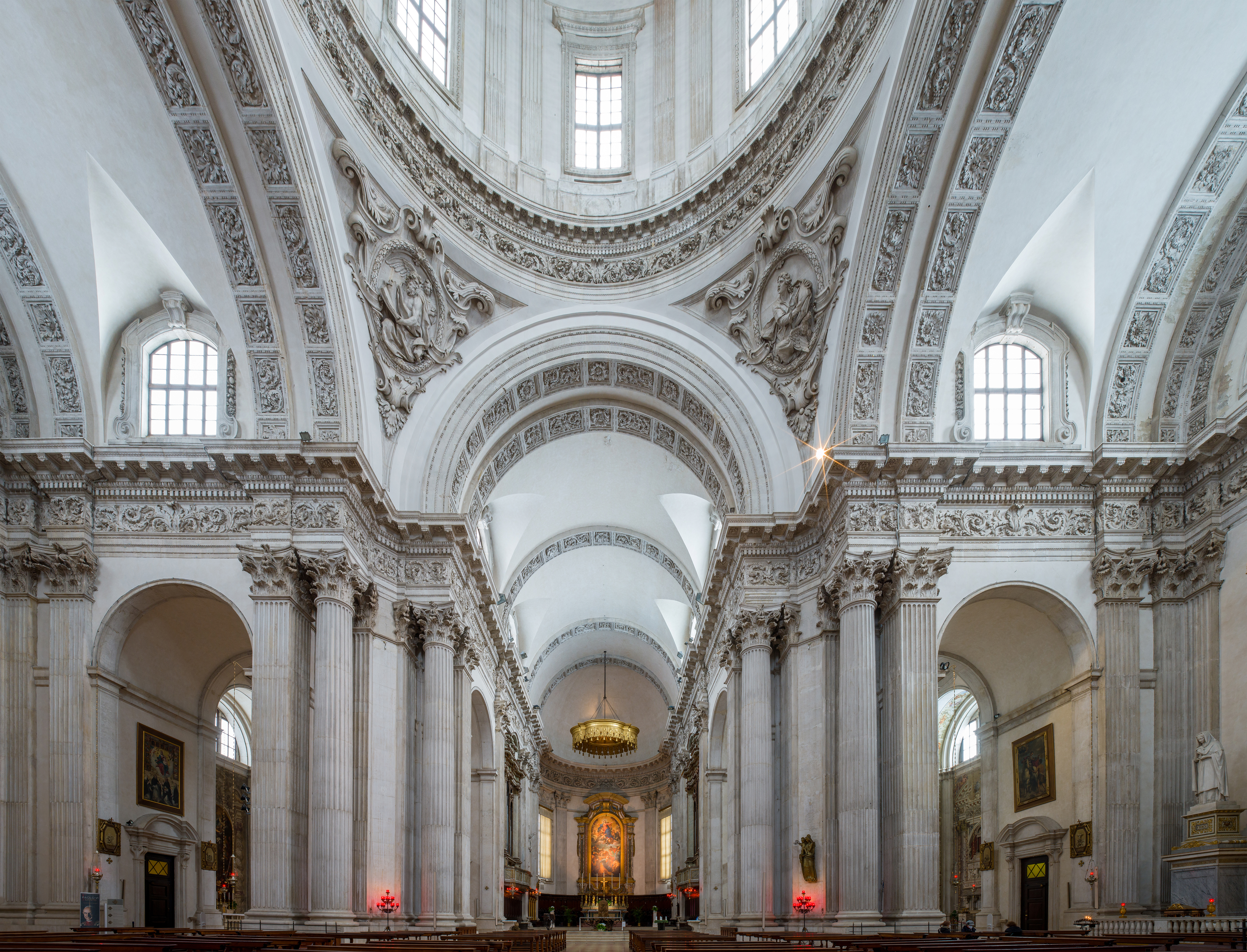
Due dei quattro piloni a sostegno della cupola
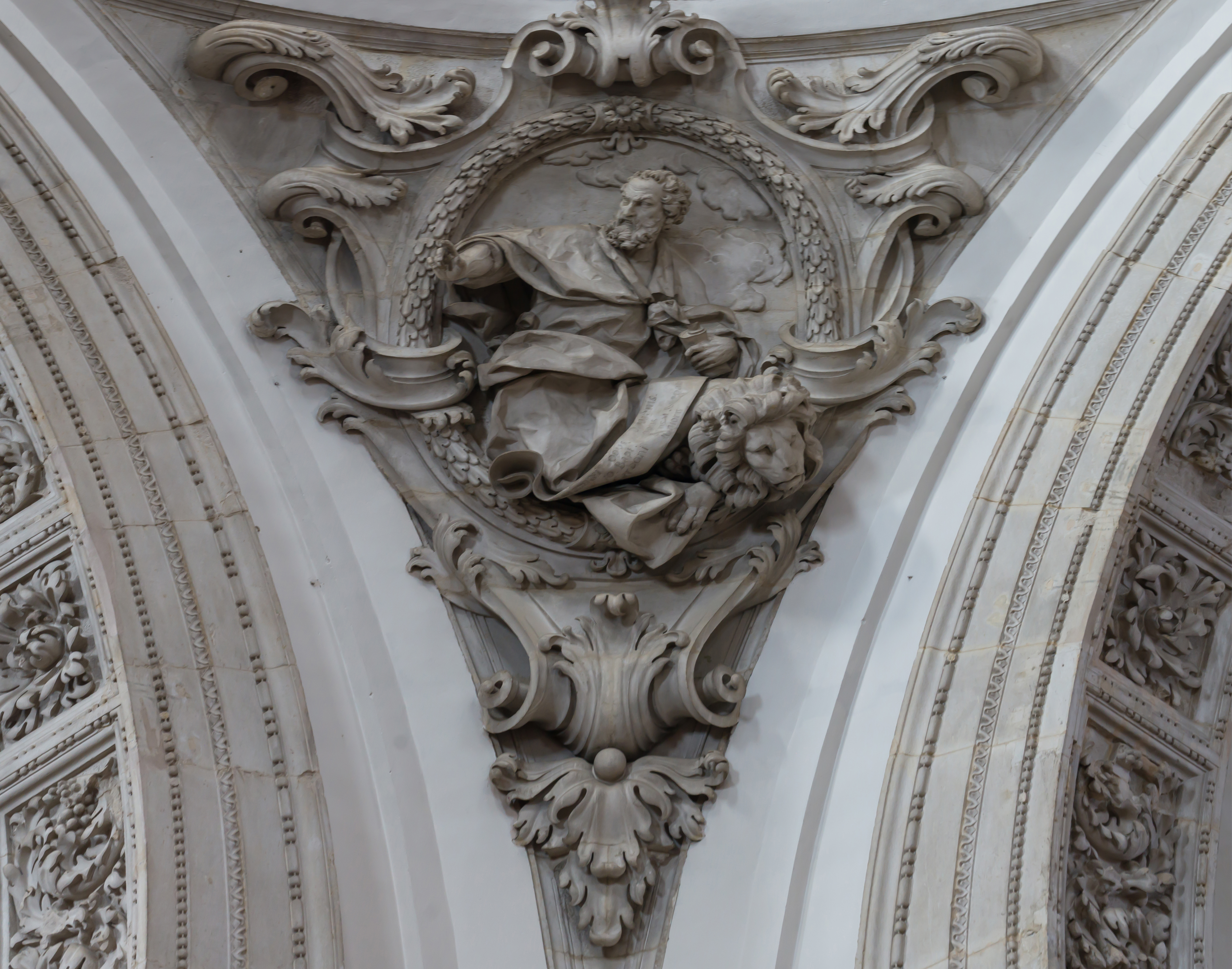
Pennacchio con l'evangelista Marco
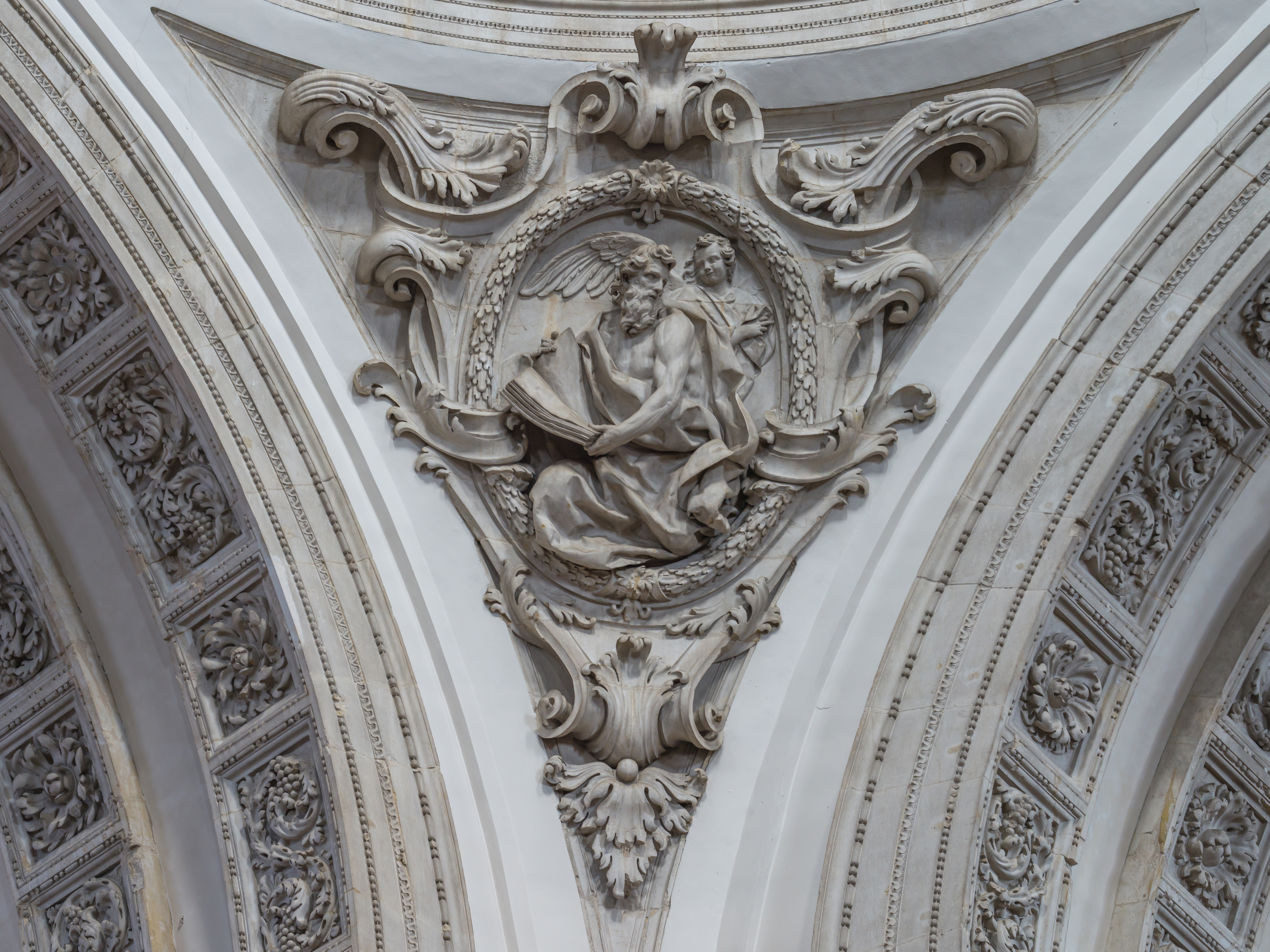
Pennacchio con Matteo
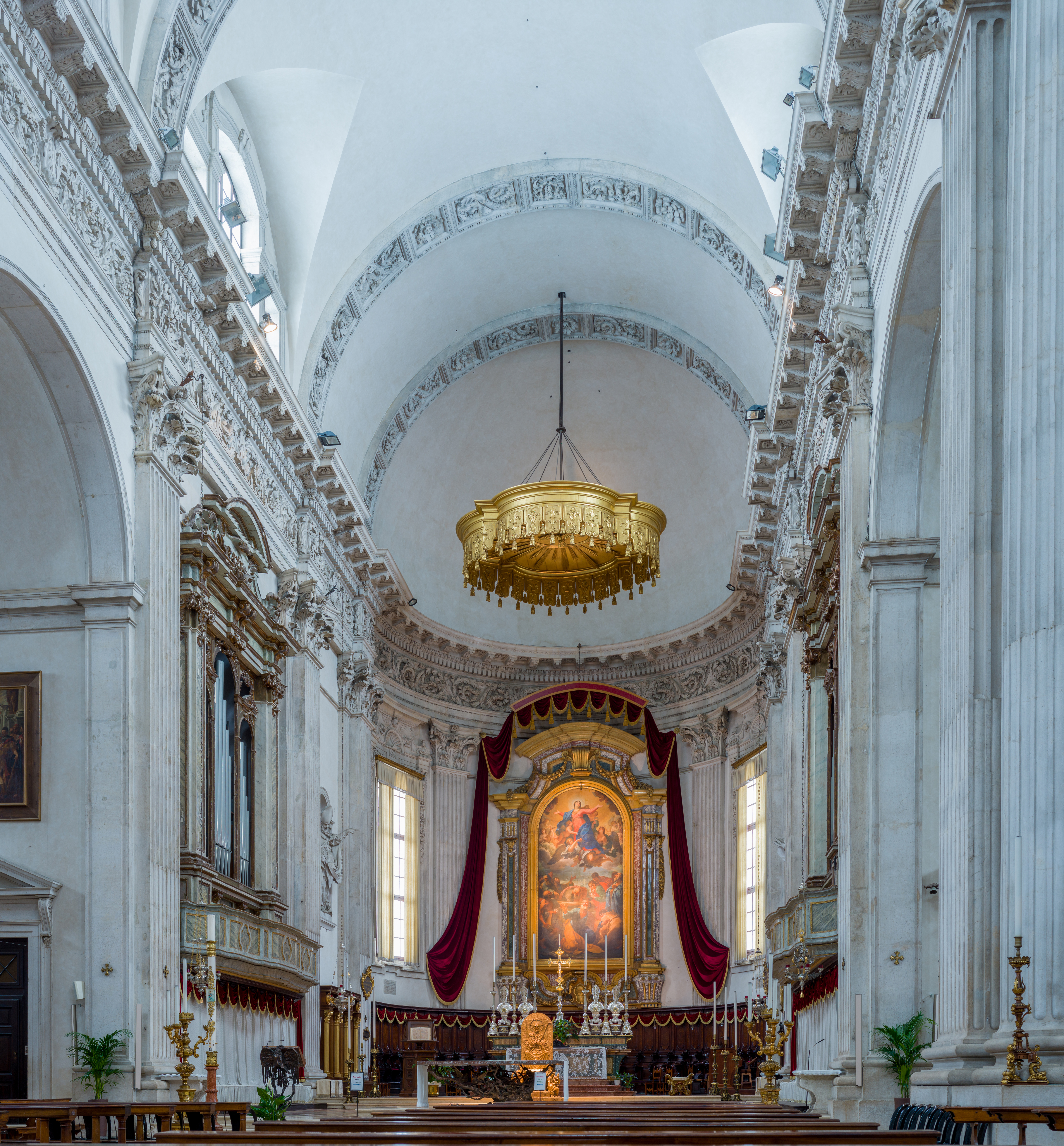
L'abside
Particolare dell'altare maggiore e dell'abside
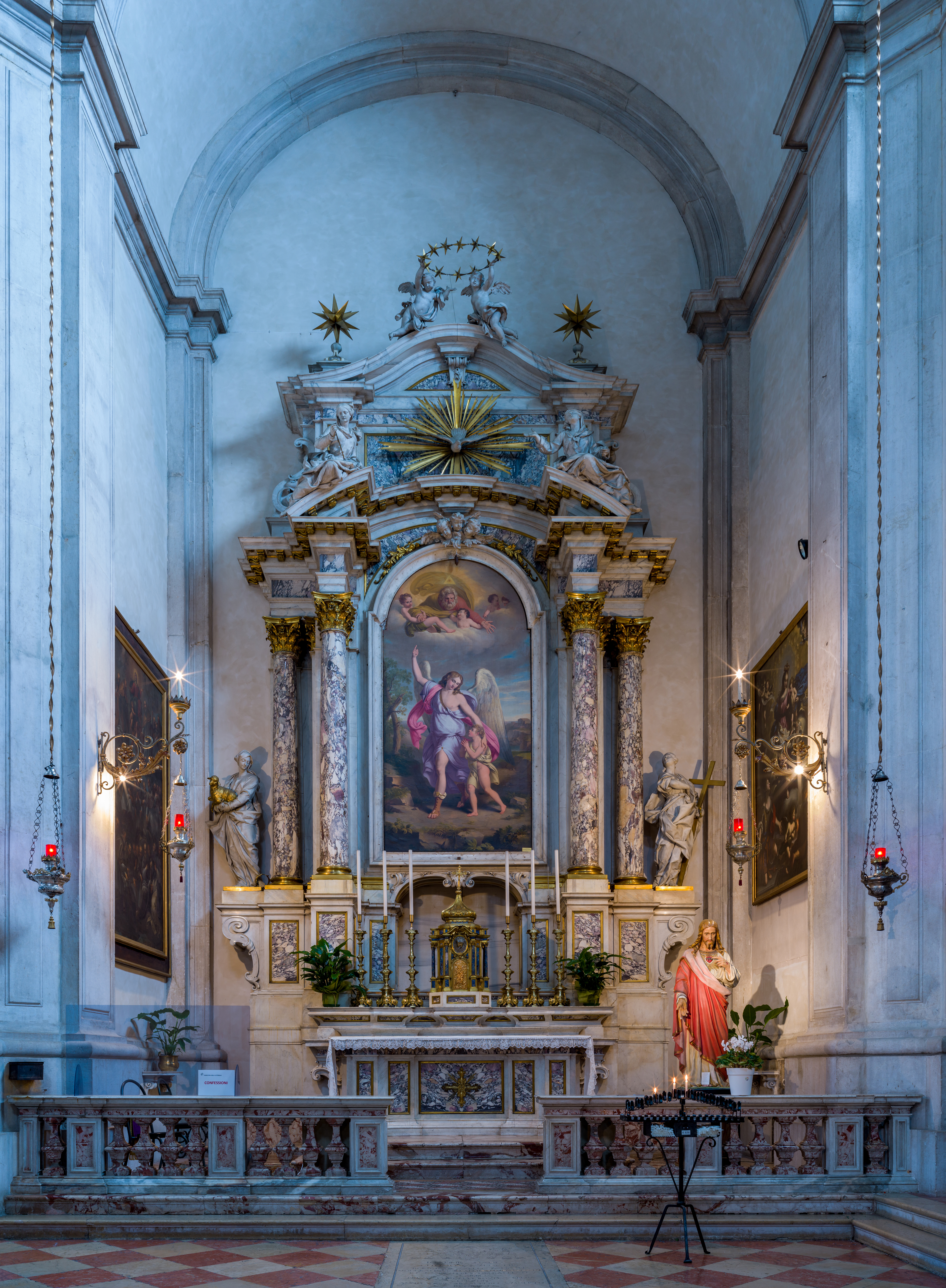
L'altare di fondo della navata destra
L'altare del Vantini nella cappella del SS Sacramento
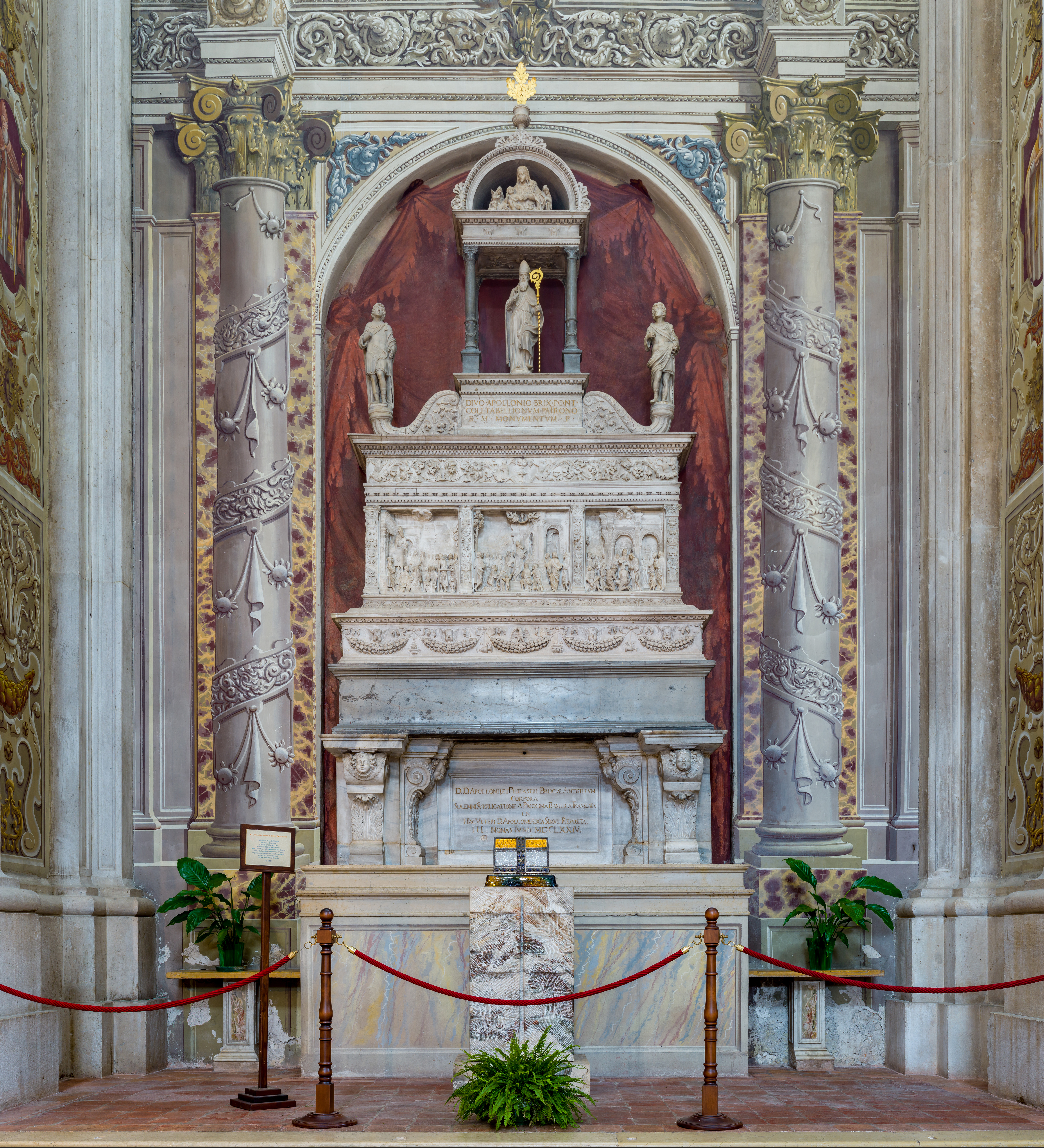
L'altare con l'arca di Sant'Apollonio, capolavoro della scultura rinascimentale bresciana
L'altare di san Nicola da Tolentino
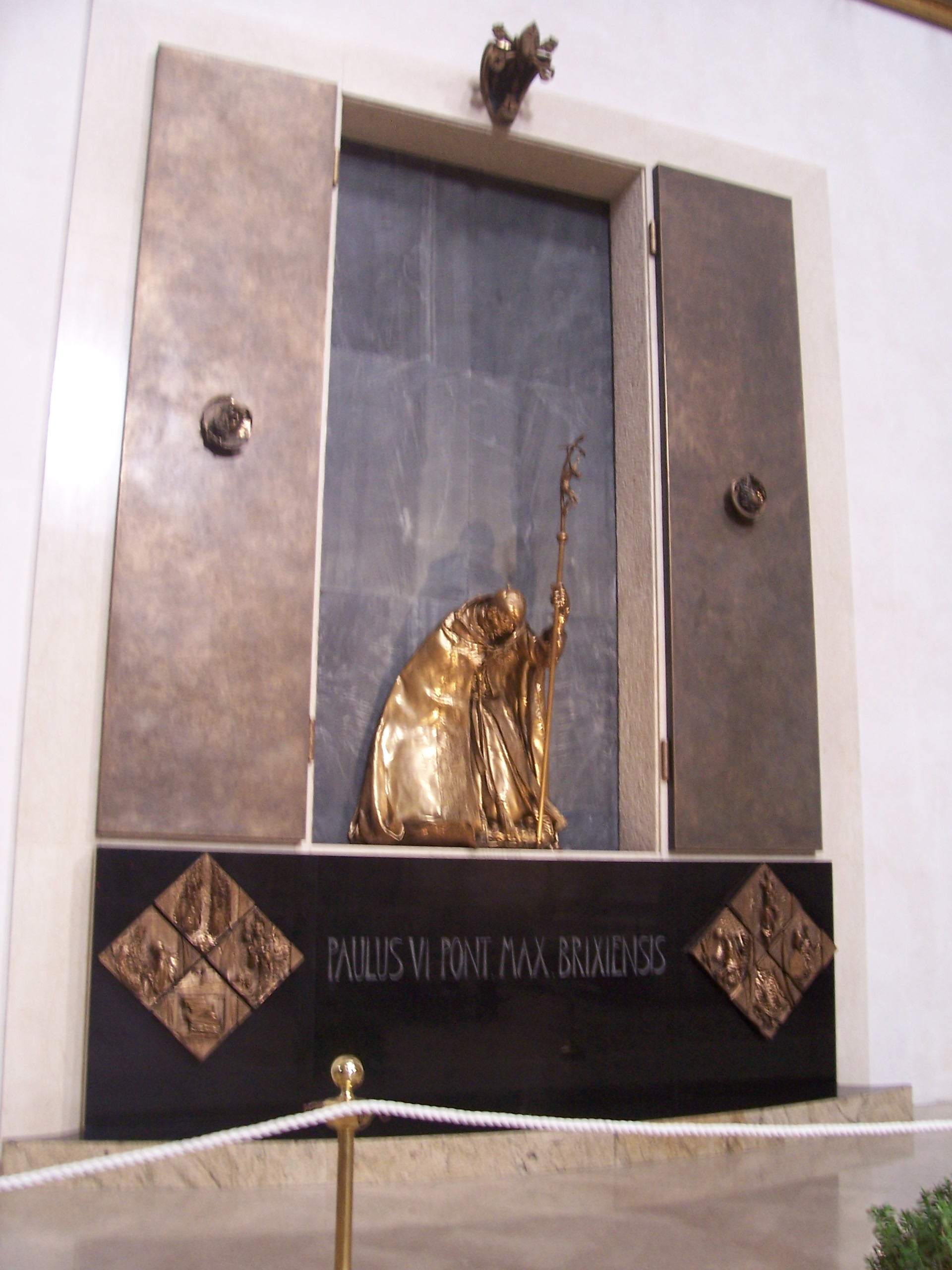
Il Monumento a Paolo VI
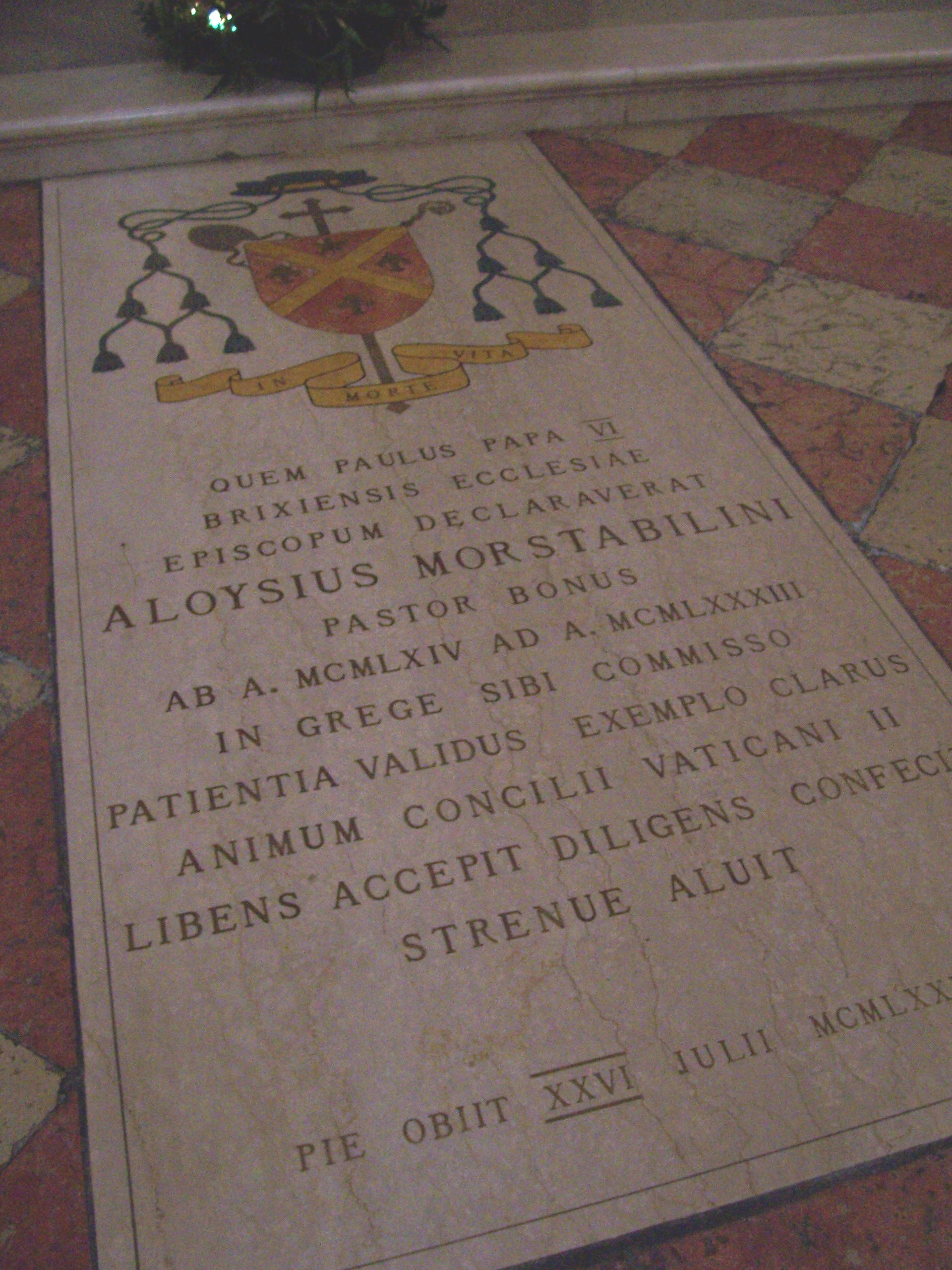
La lapide sepolcrale del Vescovo Luigi Morstabilini
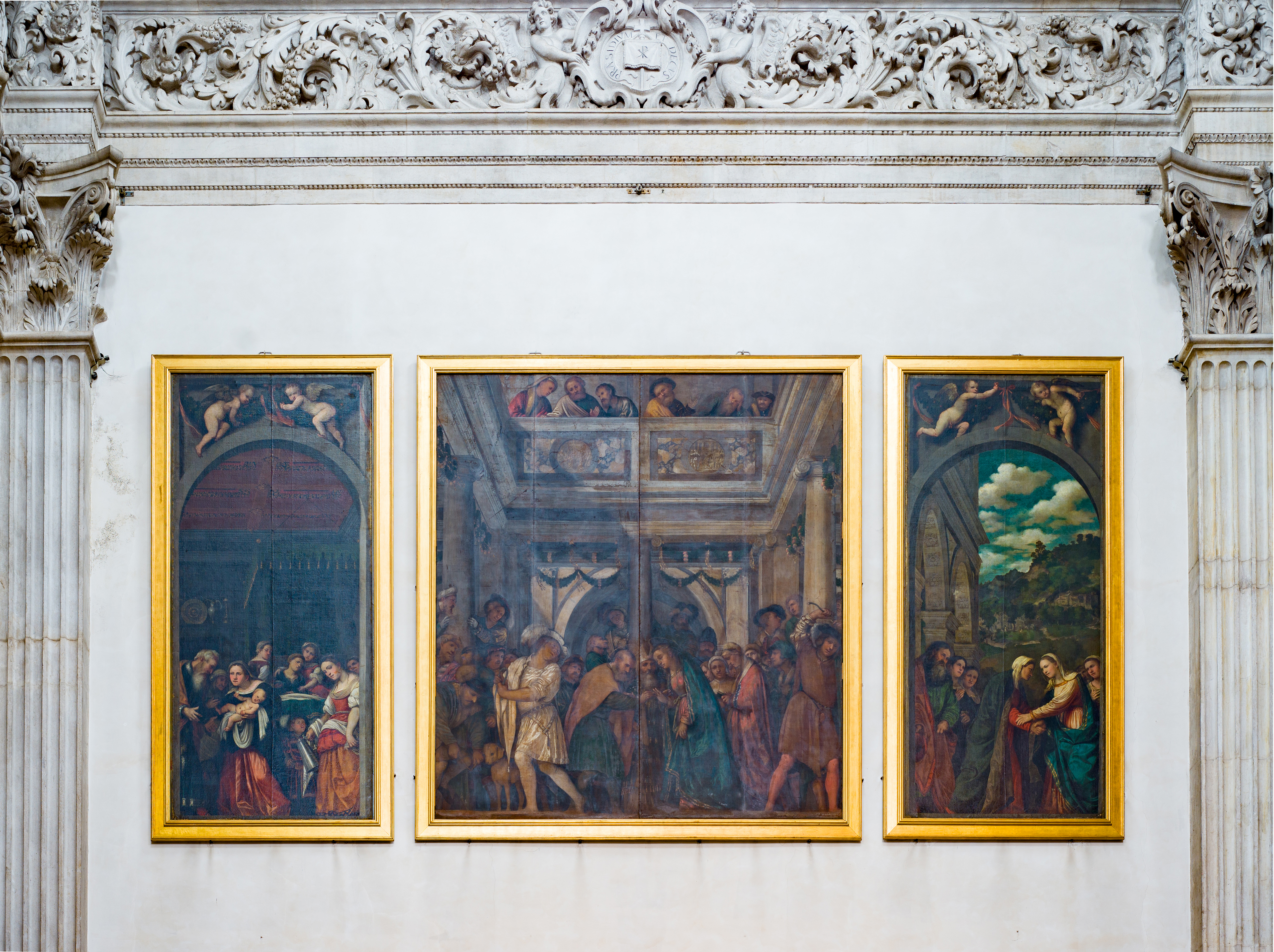
Le ante d'organo del Romanino con nascita, sposalizio e visitazione della Vergine
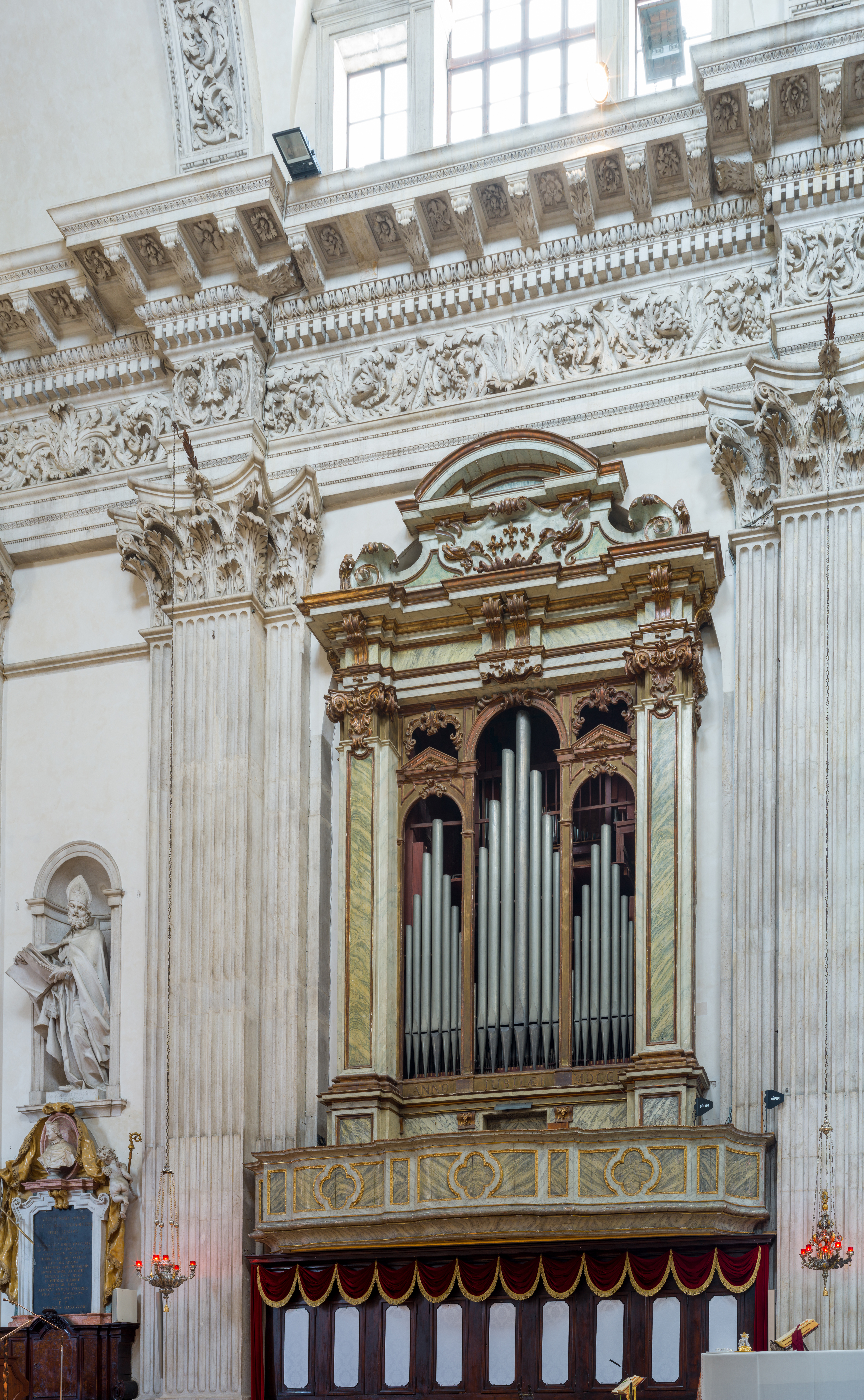
l'organo destro del duomo
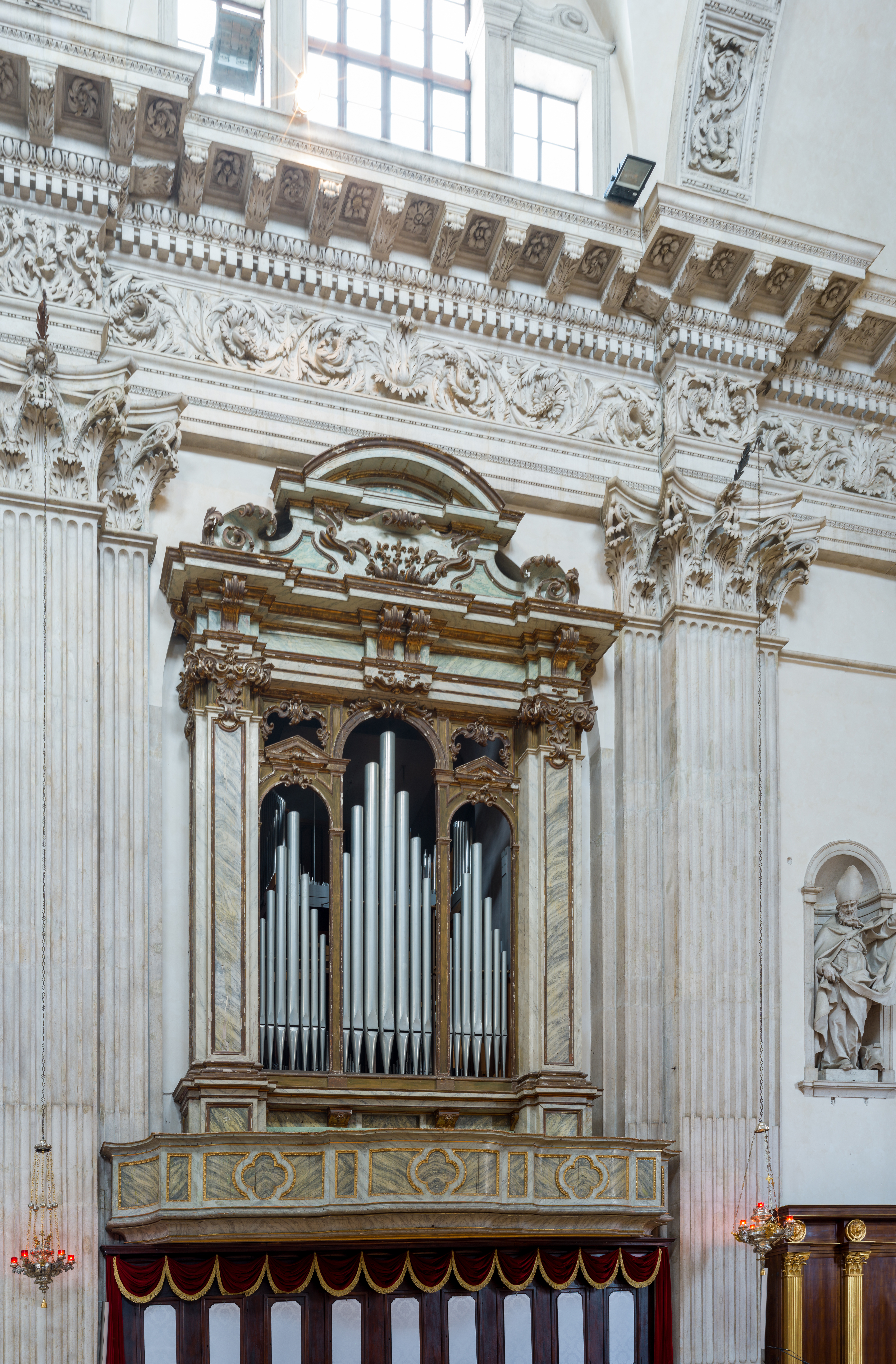
L'organo sinistro del duomo
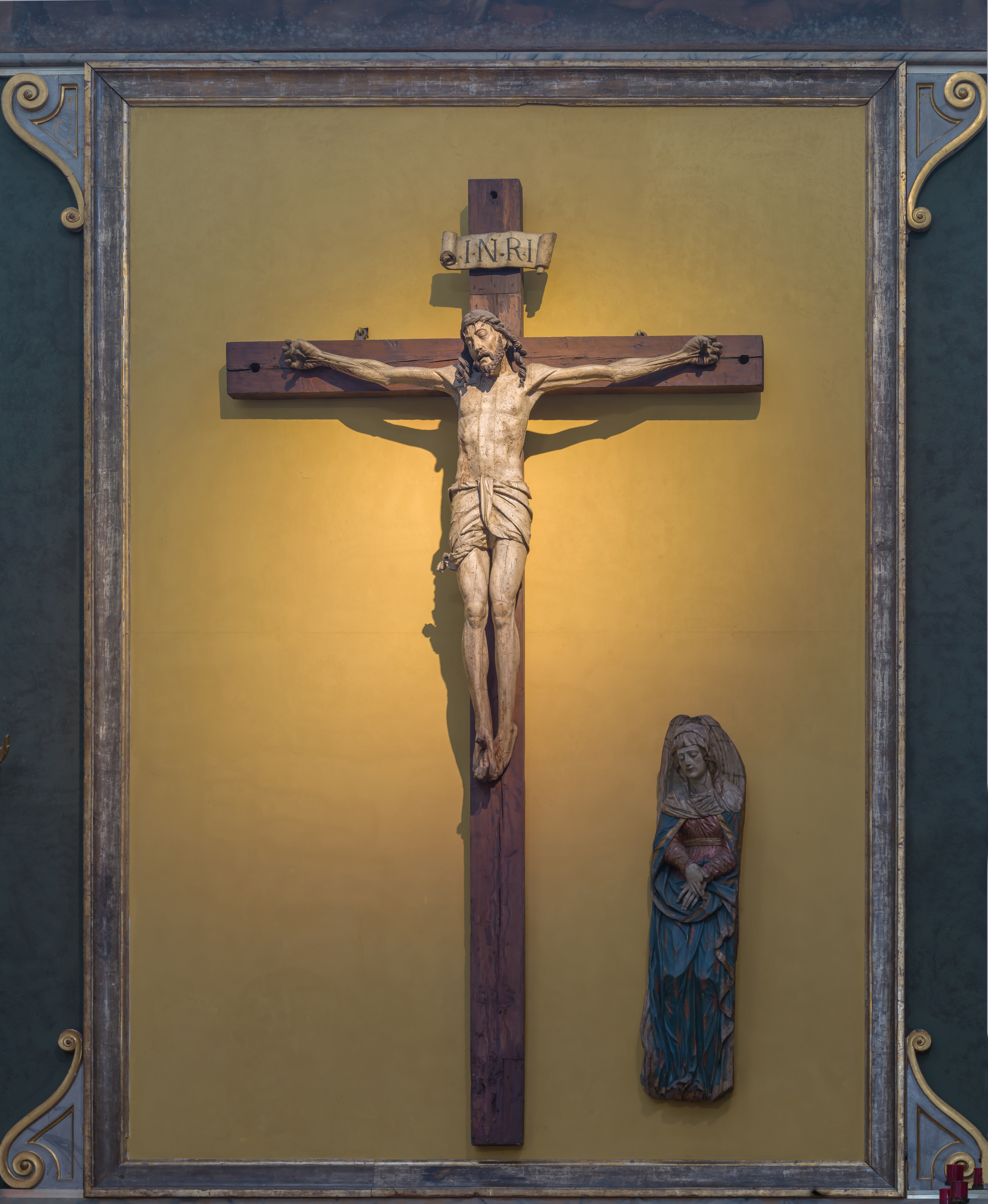
Il crocifisso di Francesco Giolfino
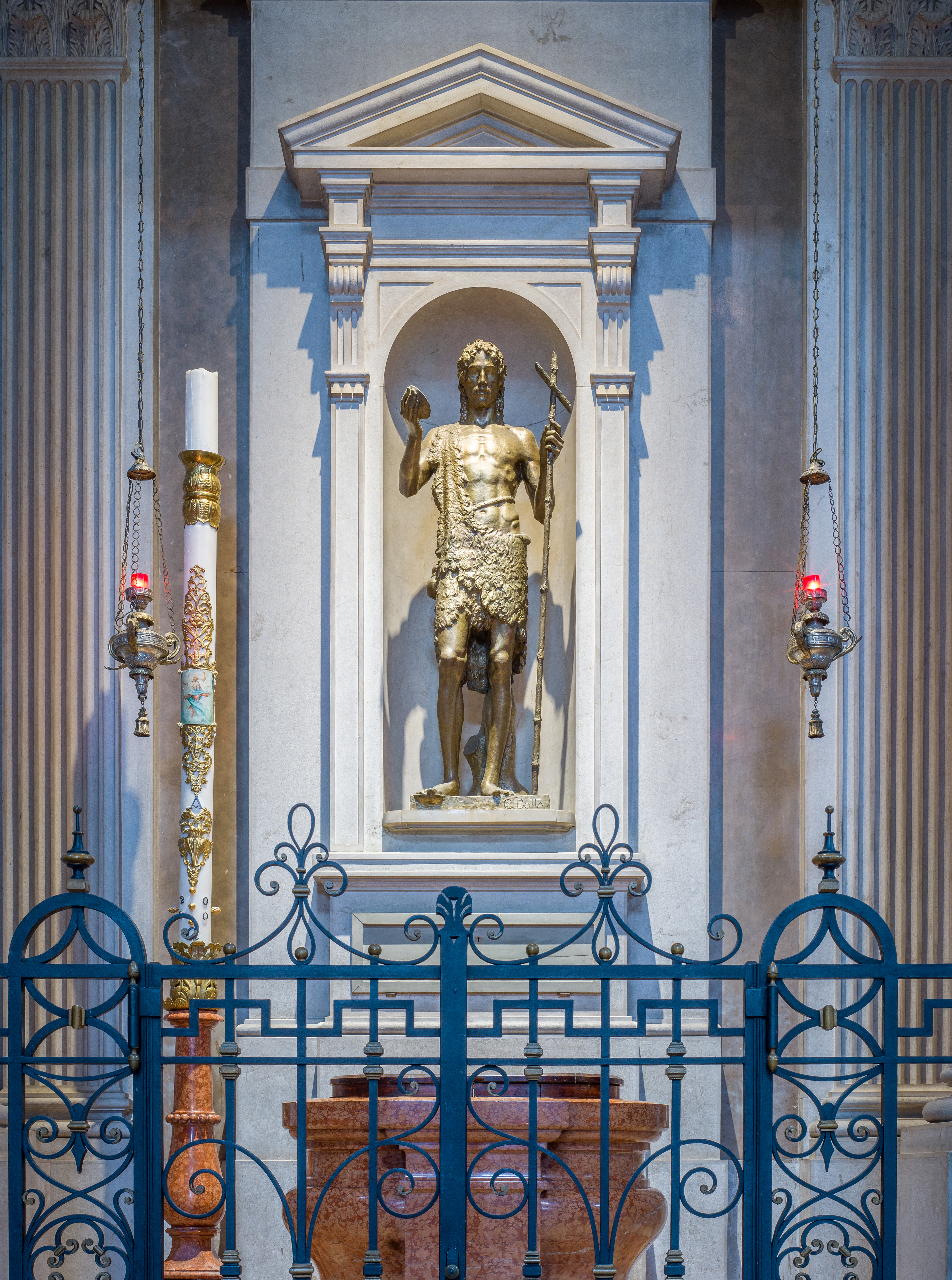
Statua di San Giovanni Battista e battistero

### Esterno

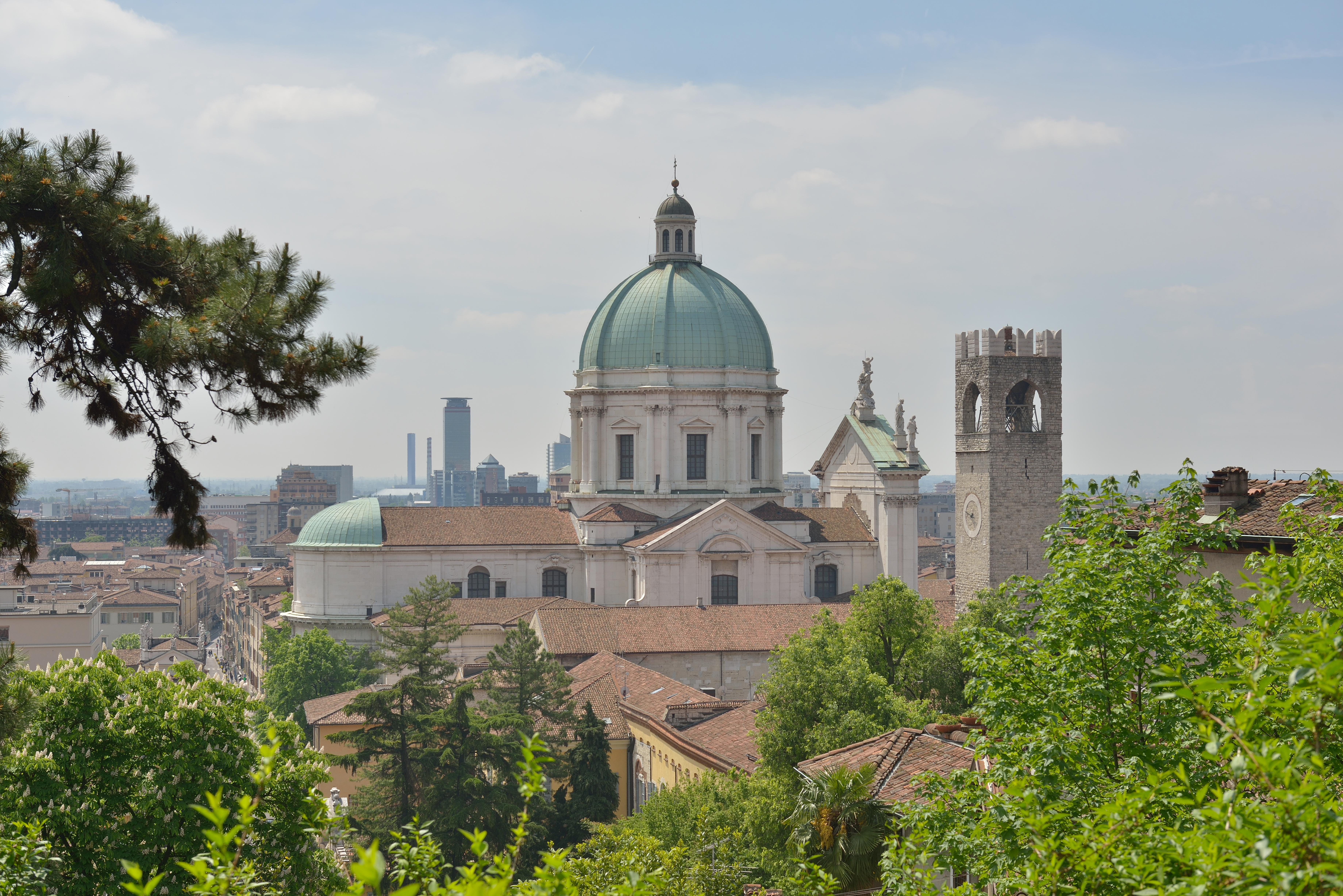
Una panoramica complessiva della cupola del duomo e della torre del Pegol, ossia la torre del popolo del broletto
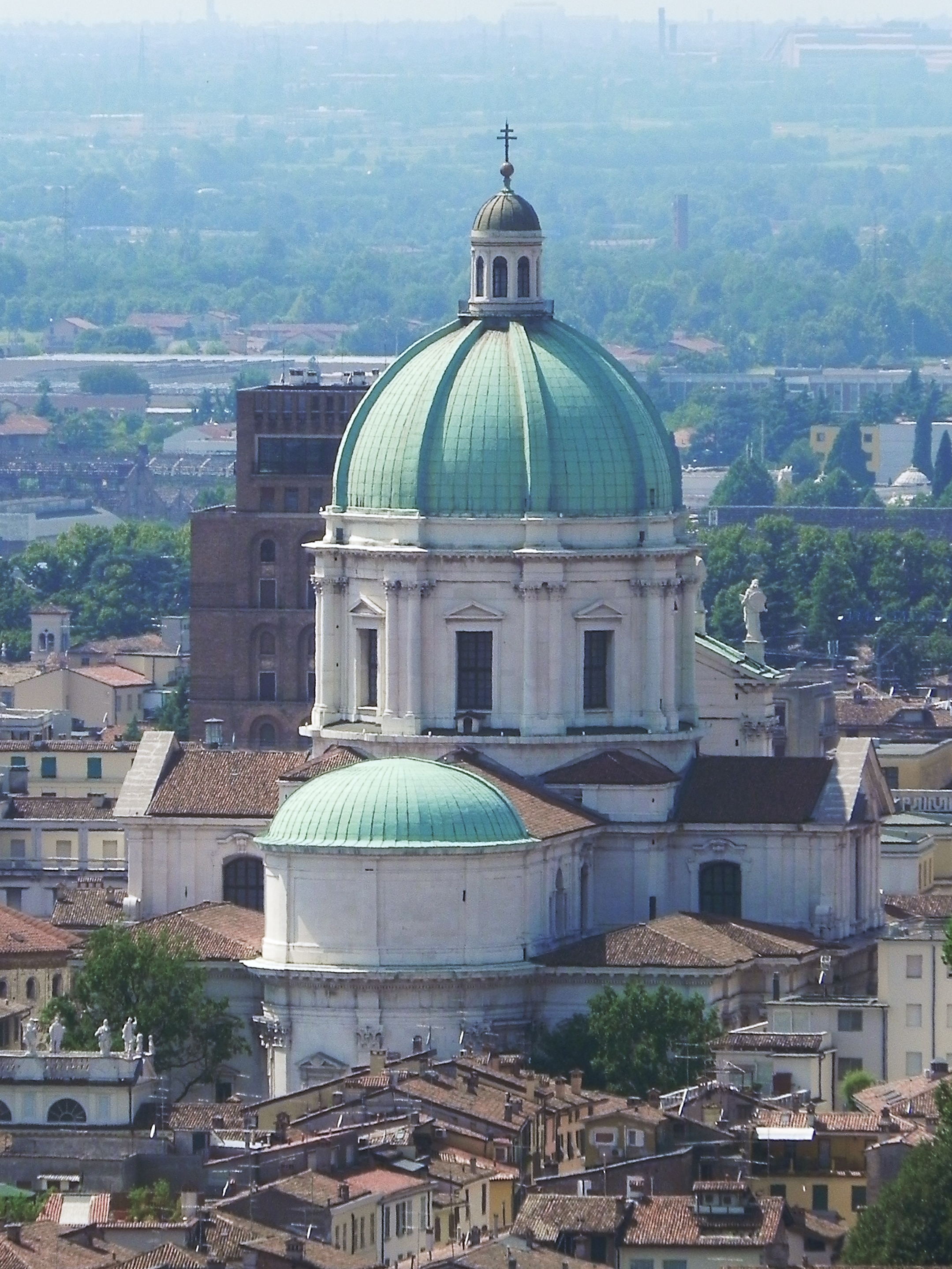
la cupola del duomo con dietro il torrione INA
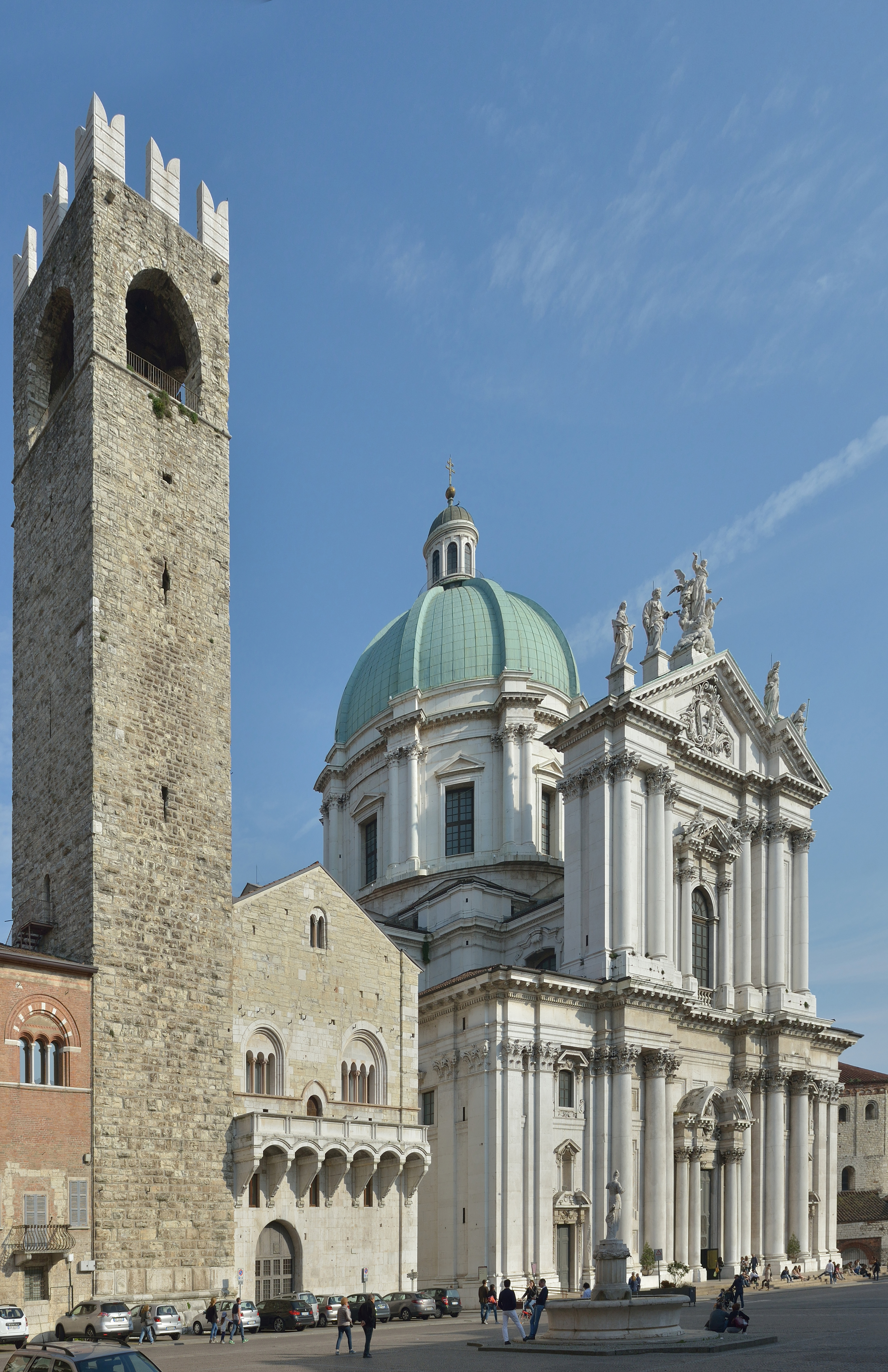
Il broletto, la torre del Pegol e lo stesso duomo, visti da piazza del Duomo
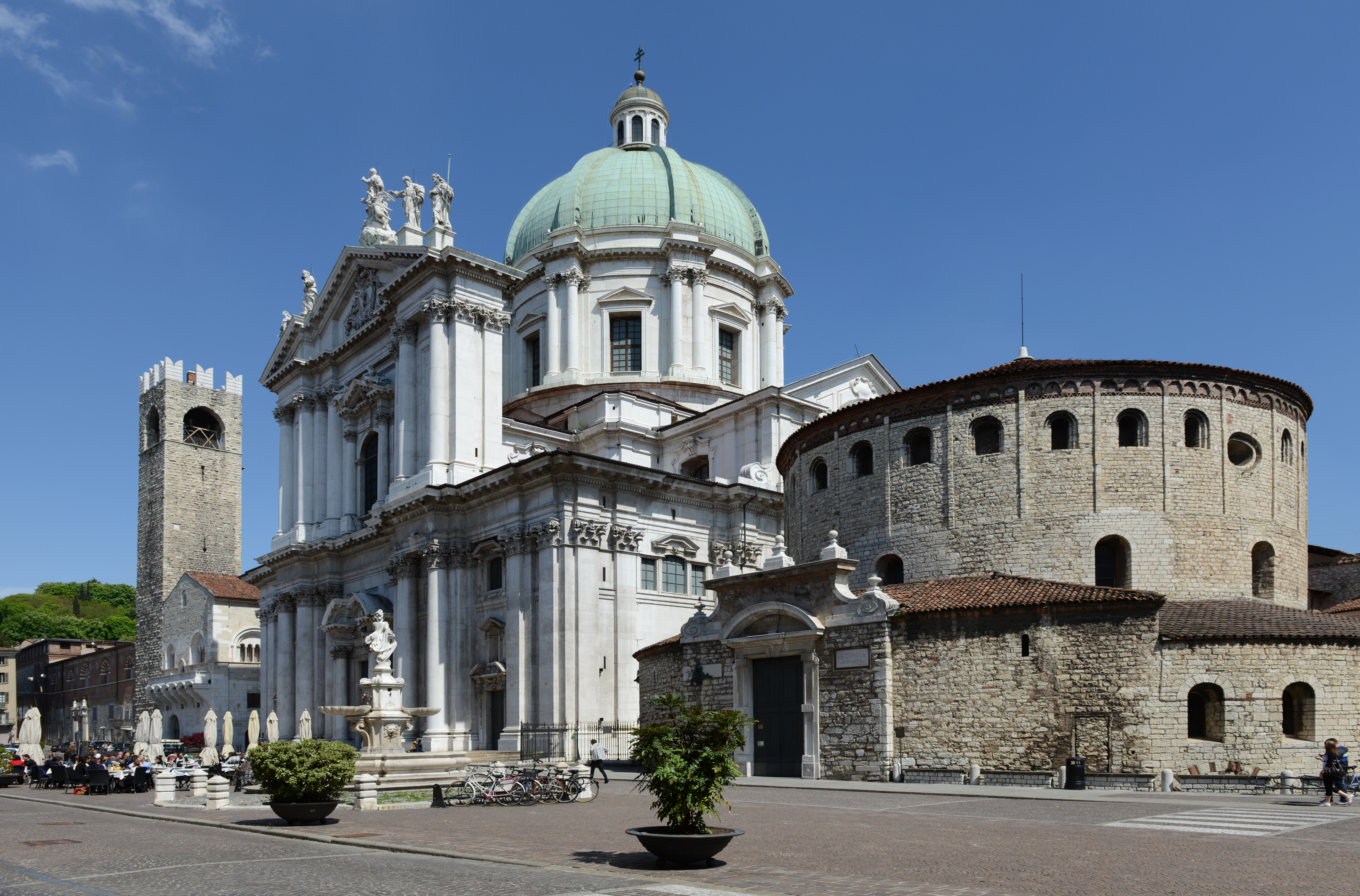
le due cattedrali, il duomo vecchio e quello nuovo, nella cornice di piazza del duomo
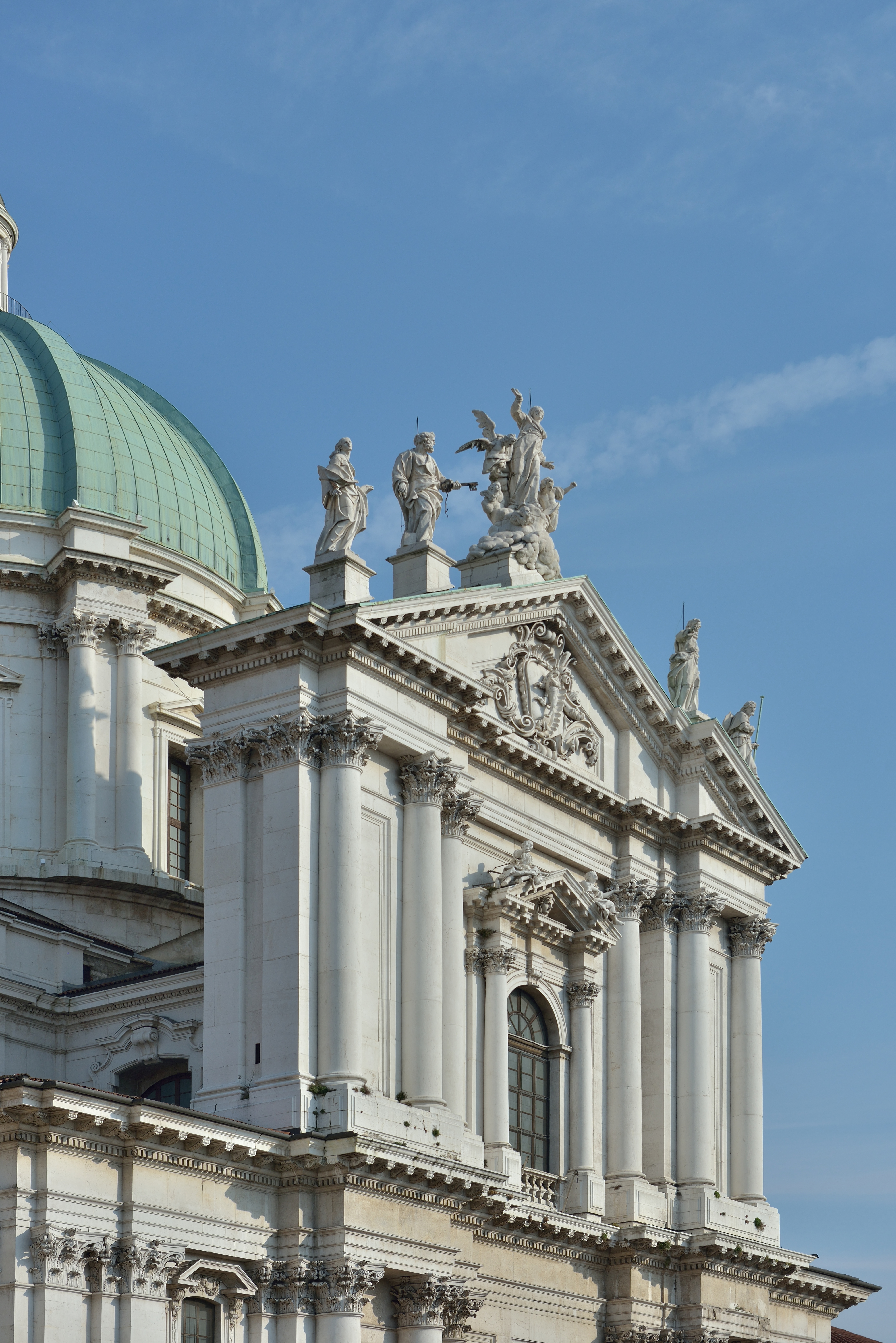
Dettaglio superiore della facciata (1)
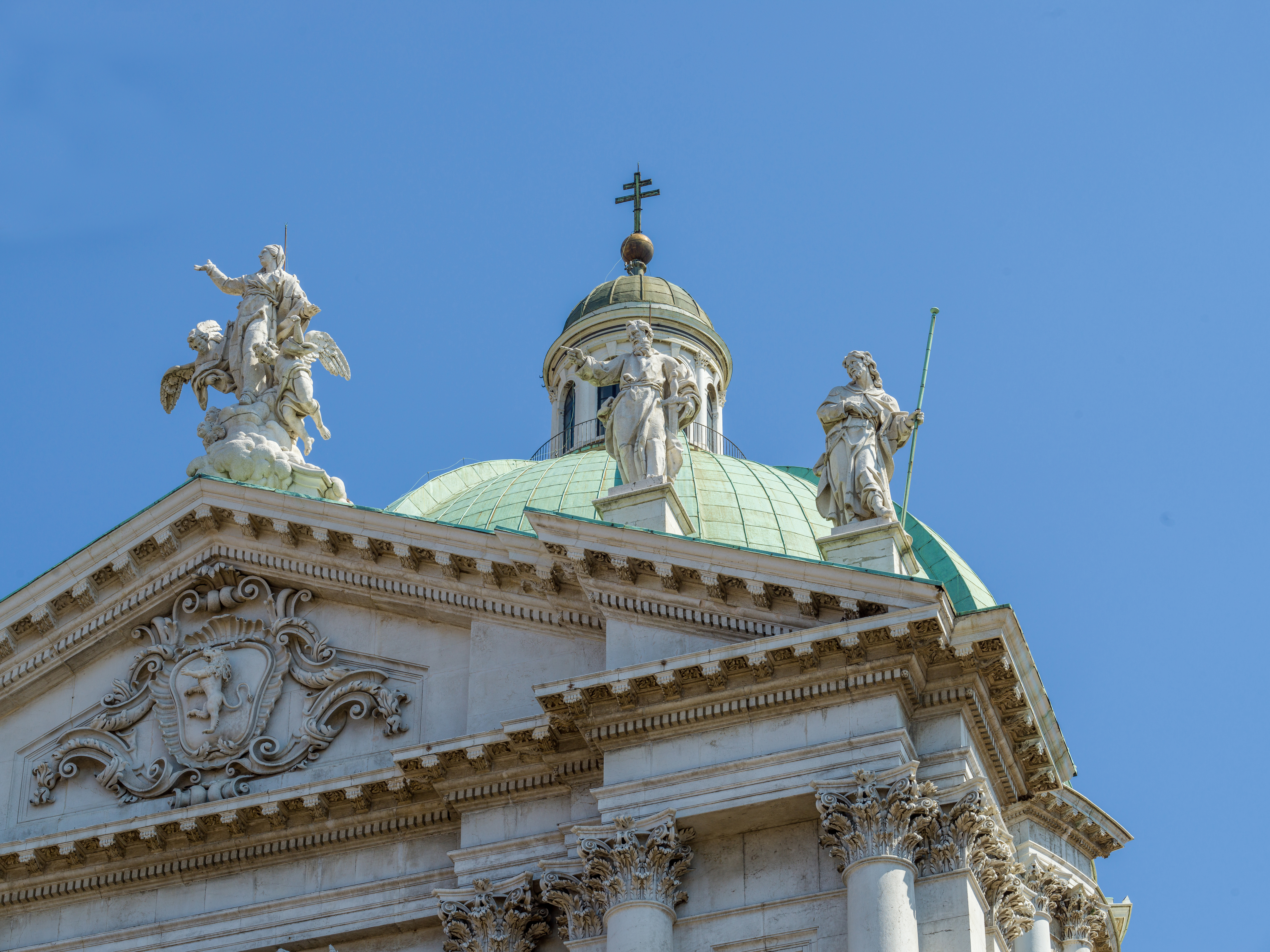
Dettaglio superiore della facciata (2)
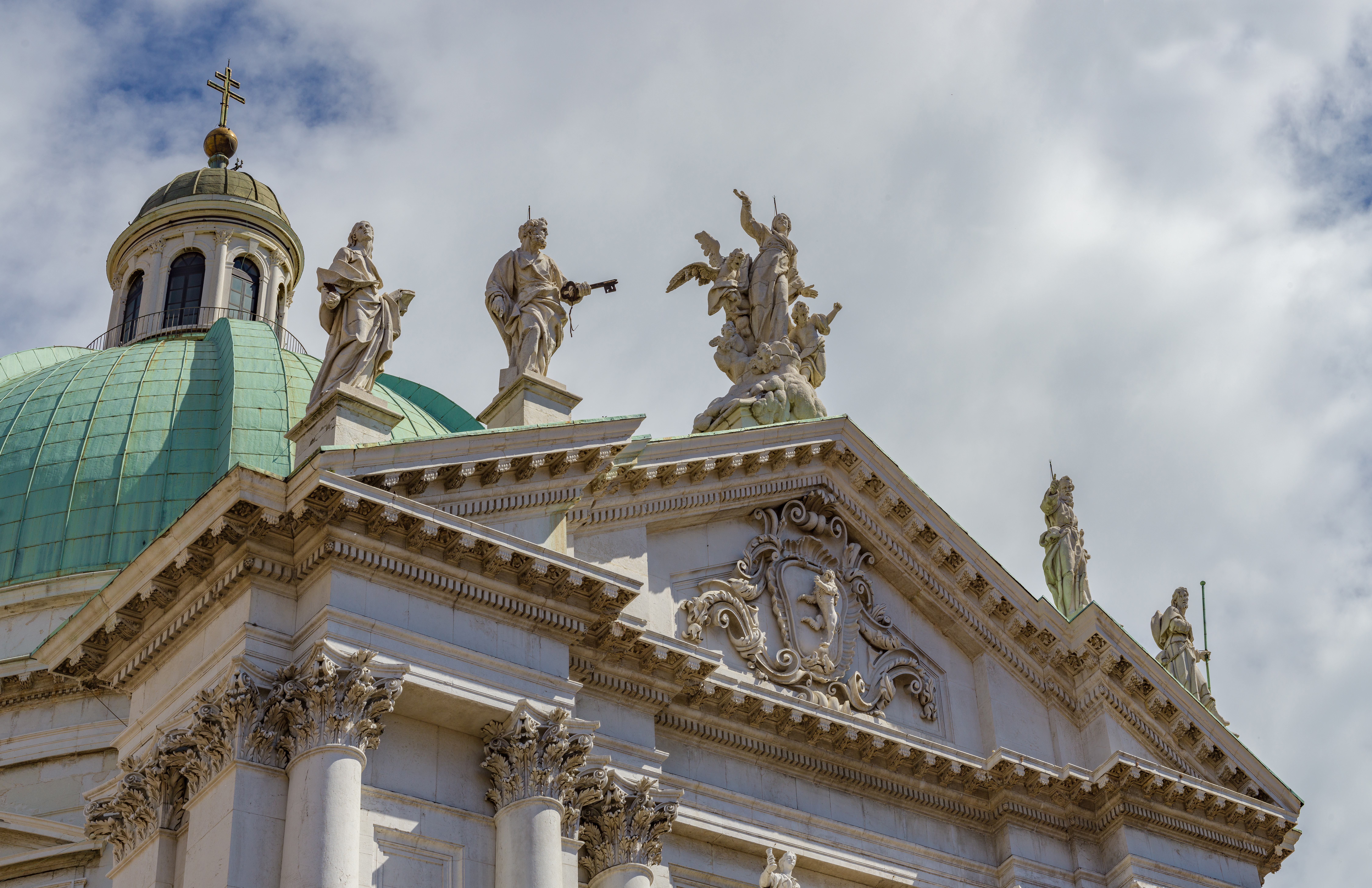
Dettaglio superiore della facciata (3)
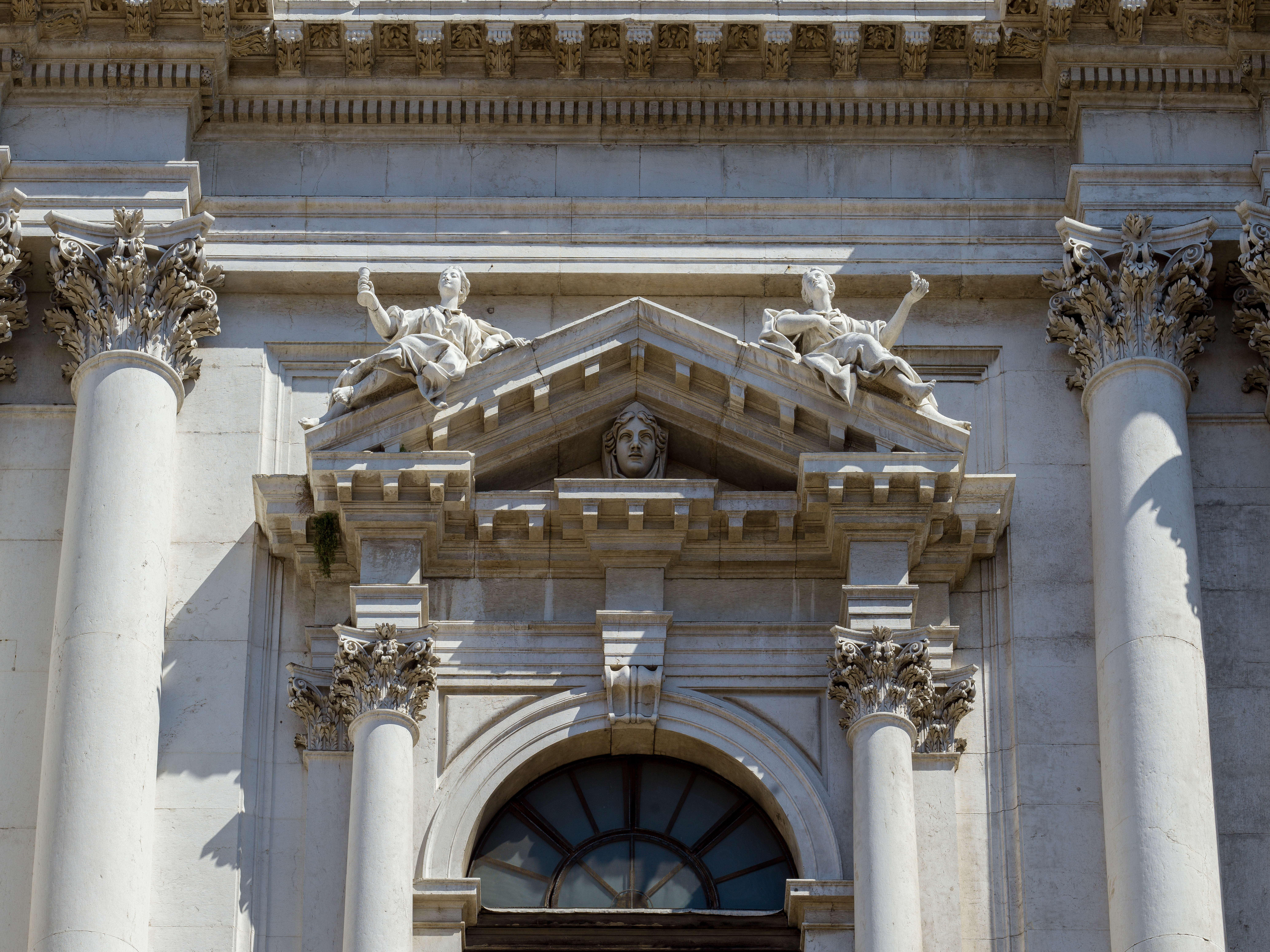
Dettaglio superiore della facciata (4)
La cupola del duomo vista dalla corte interna del broletto
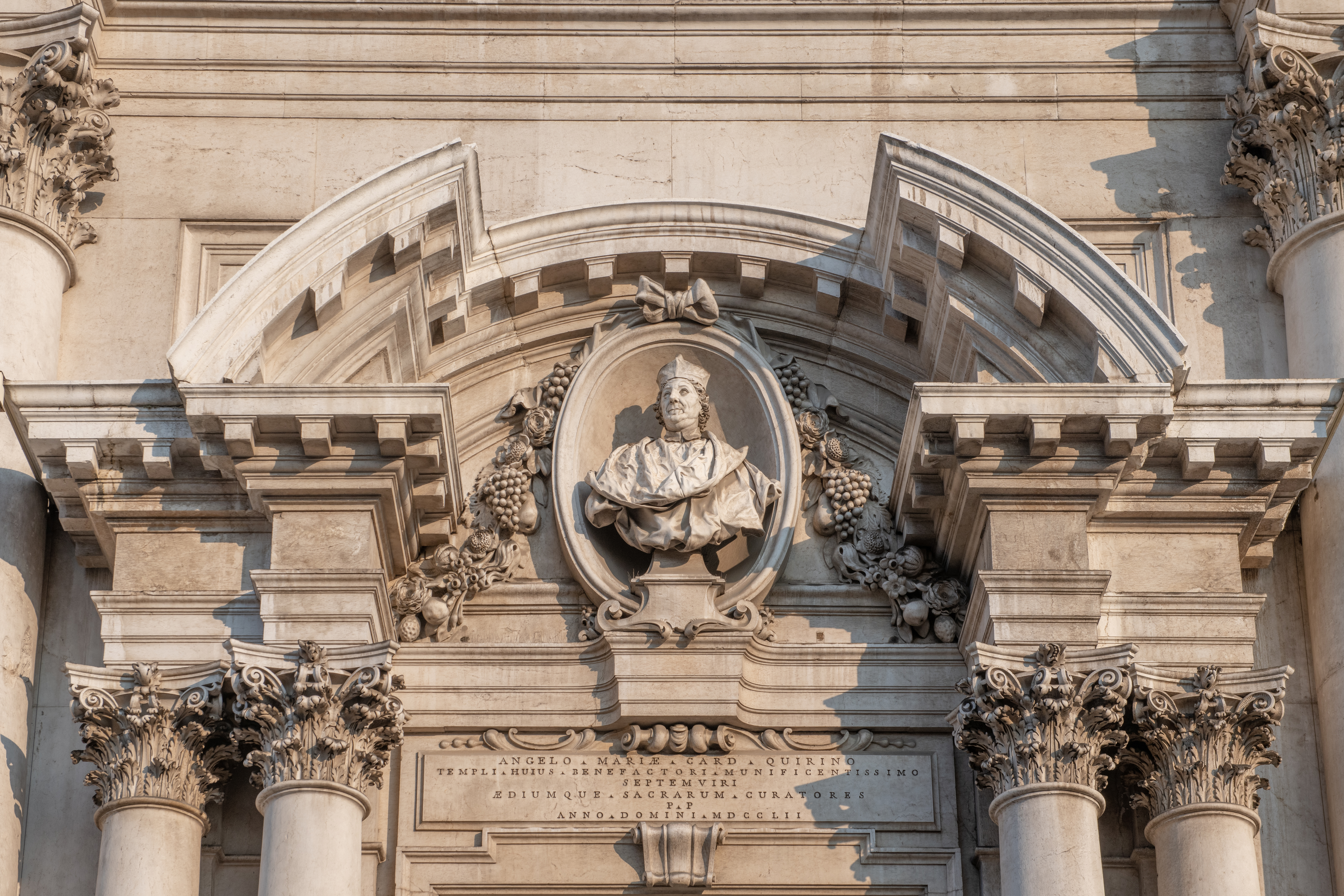
Un dettaglio della facciata con il portale del duomo; il busto che si vede è del cardinale Angelo Maria Querini